# Musée national de l'Automobile
Le musée national de l'Automobile - Collection Schlumpf est un musée situé à  Mulhouse (Haut-Rhin), dans le quartier du Péricentre, et qui abrite  la plus importante collection de voitures du monde. On y trouve en effet plus de 500 véhicules, dont la célèbre collection Schlumpf des frères Schlumpf (560 automobiles de 98 marques différentes, pionnières de l'histoire de l'automobile, construites entre 1878 et 1918 dont 430 classées aux monuments historiques, le plus important ensemble d'automobiles antérieures à 1910 avec le musée Louwman de La Haye, une impressionnante collection de 14 Rolls Royce, et la plus importante collection Bugatti (plus de 120) au monde. Le musée, hébergé dans une ancienne usine de filature textile des frères Schlumpf datant de 1880, classée aux monuments historiques, s'étend sur plus de 20 000 m2.
De 1999 à 2021, l'exploitation du lieu a été confiée à Culturespaces sous la forme d'une délégation de service public (DSP). Depuis, le musée s’est agrandi et modernisé. Depuis le 1er janvier 2022, la gestion du musée est confiée à l'Association de gestion du musée national de l'Automobile.

## Historique
L'initiative de la collection et du musée revient à deux importants industriels alsaciens du textile du XXe siècle, les frères Schlumpf, Hans (1904-1989) et Fritz (1906-1992). Passionnés par les automobiles de collection, ils consacrent frénétiquement une grande partie de leur fortune, durant les années 1960 au moment de leur succès industriel, à l'achat de voitures de collection aux quatre coins du monde et à leur restauration dans leur propre atelier spécialisé, dans le plus grand secret, avec une prédilection pour les Bugatti alsaciennes de l'usine Bugatti de Molsheim.

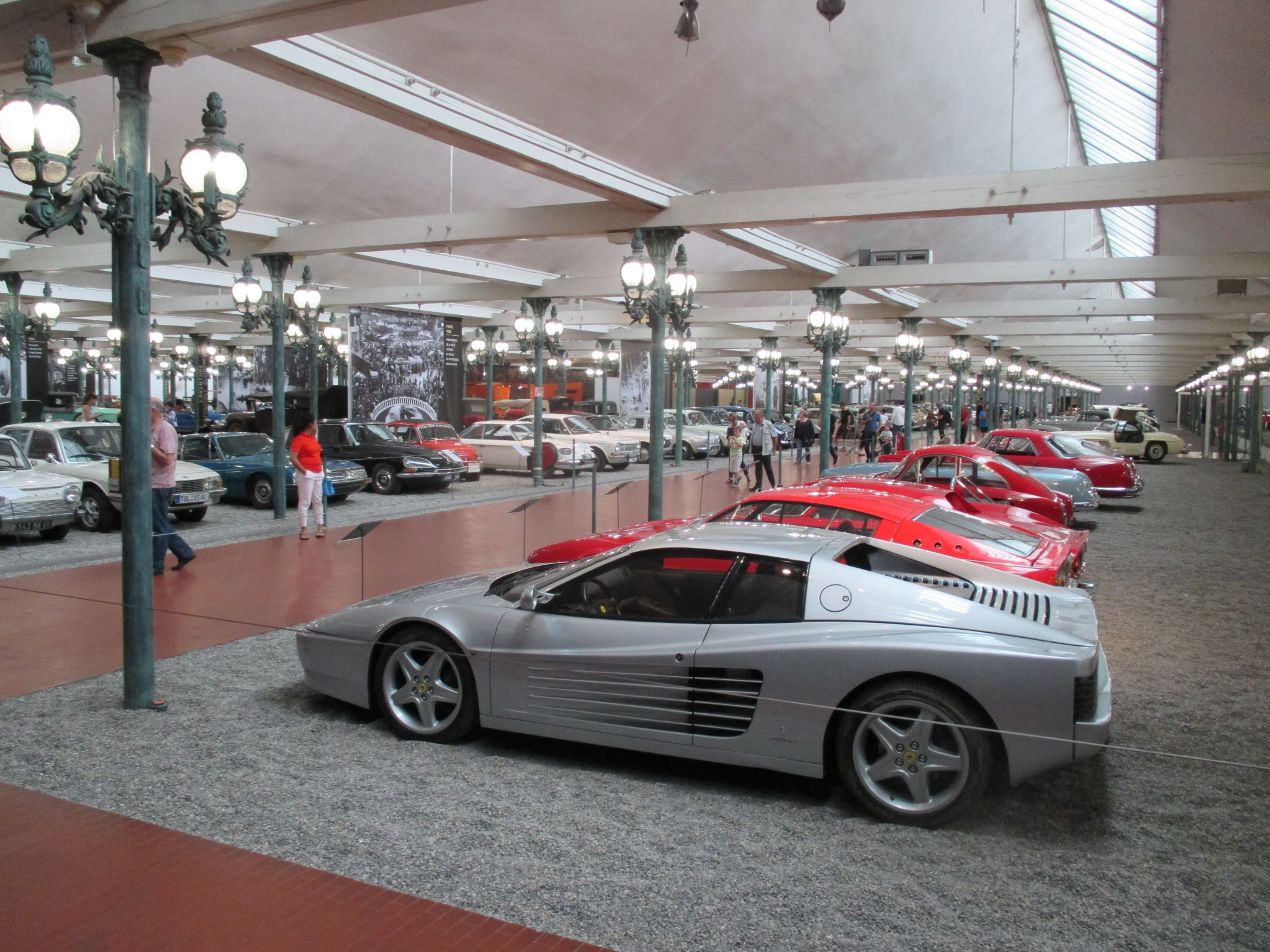
Des Ferrari dont une Ferrari 512 TR.
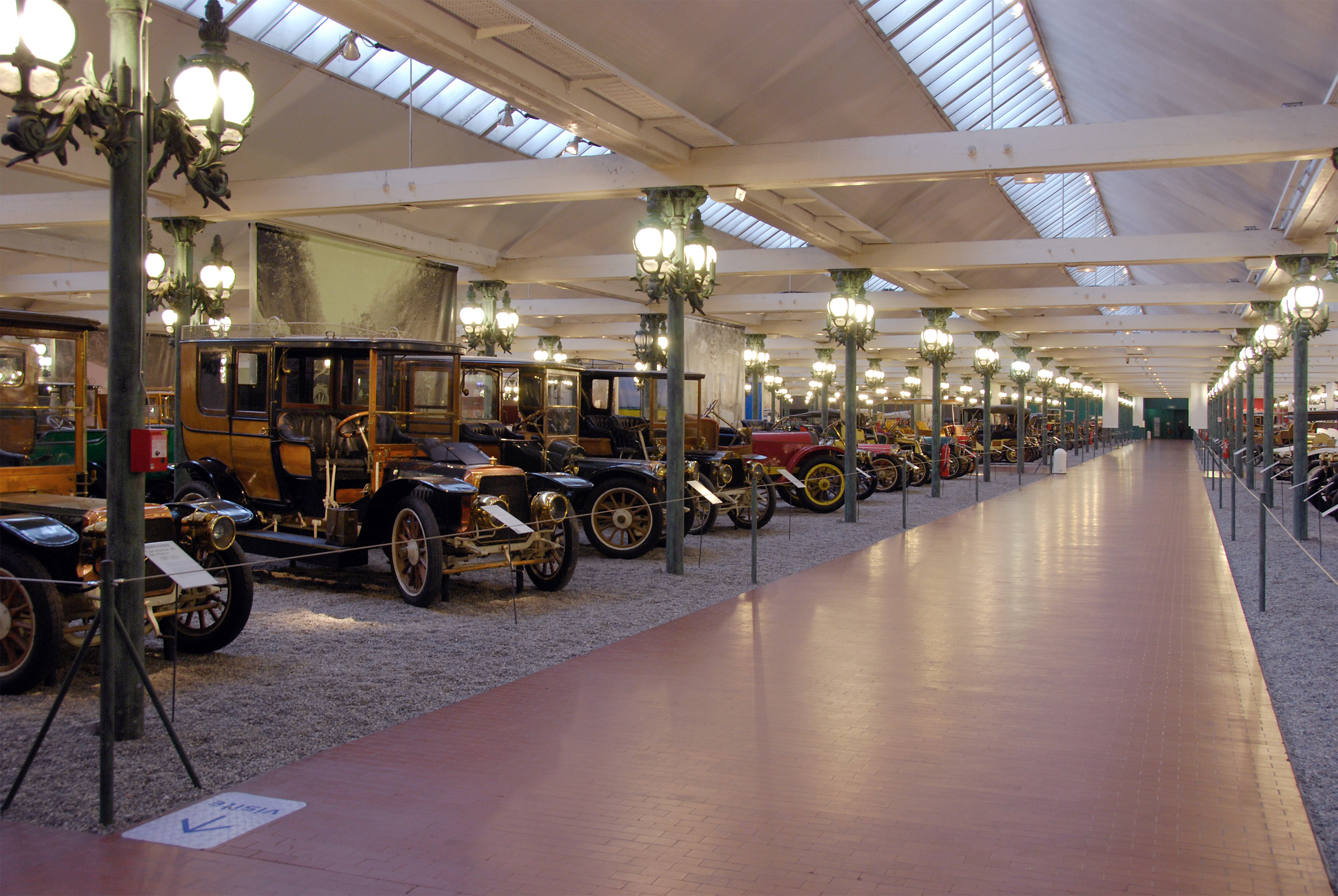
Collection Schlumpf.
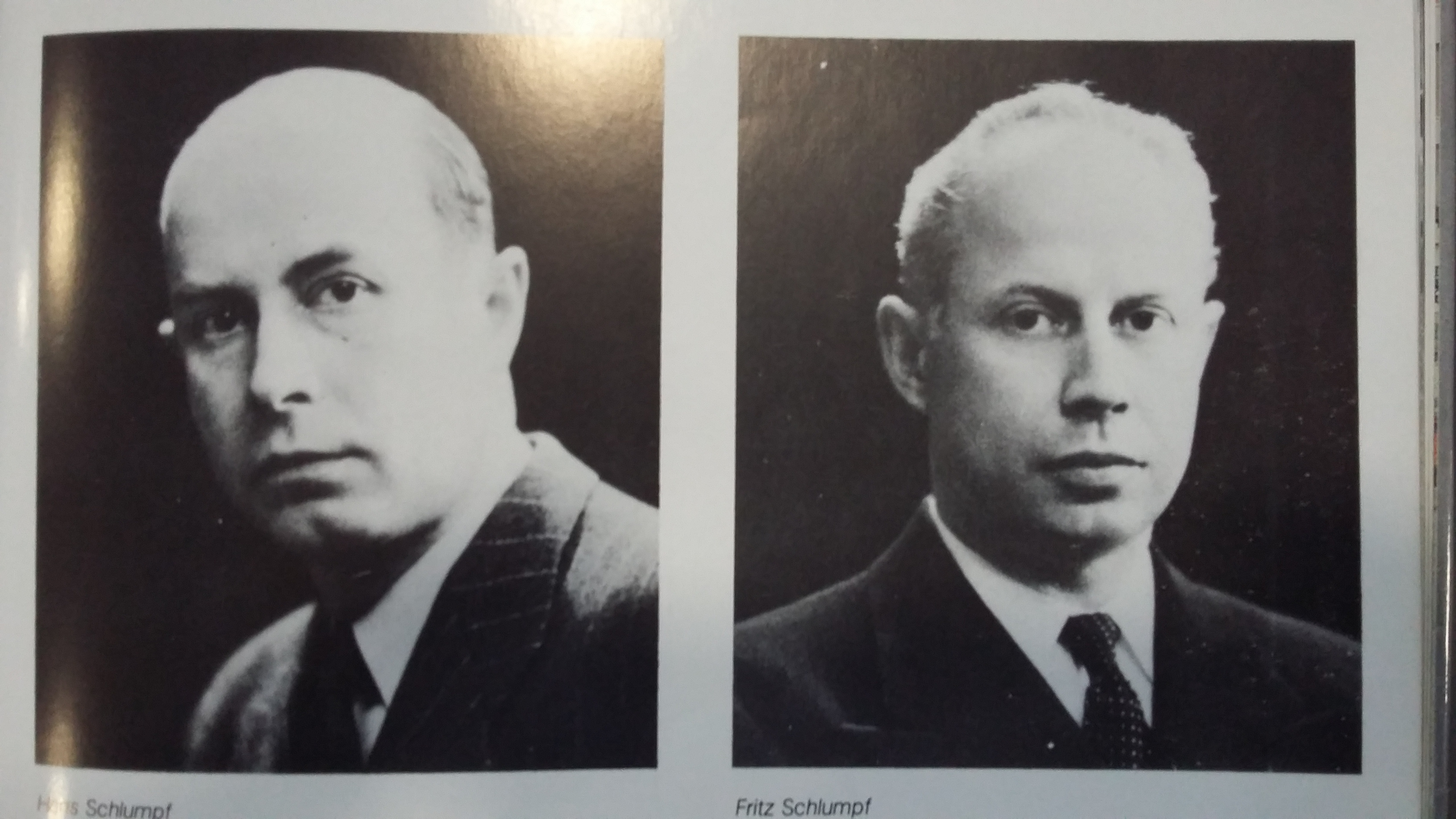
Les frères Schlumpf, Hans (1904-1989) et Fritz (1906-1992).

Les 560 automobiles restaurées sont abritées dans trois hangars tenus secrets de leur important site industriel, dans une ambiance Belle Époque, décorés de 500 répliques de candélabres du Pont Alexandre-III de Paris séparant Rolls-Royce, Bugatti et autres marques. En 1977, les deux frères sont sur le point de créer la surprise médiatique mondiale en ouvrant leur musée au public. Les billets, les cadeaux souvenirs sont déjà en place. Mais leur industrie prospère sombre dans la faillite en 1976, à la suite du premier choc pétrolier et de la mondialisation économique, qui condamne rapidement l’ensemble de l'industrie textile en Occident.

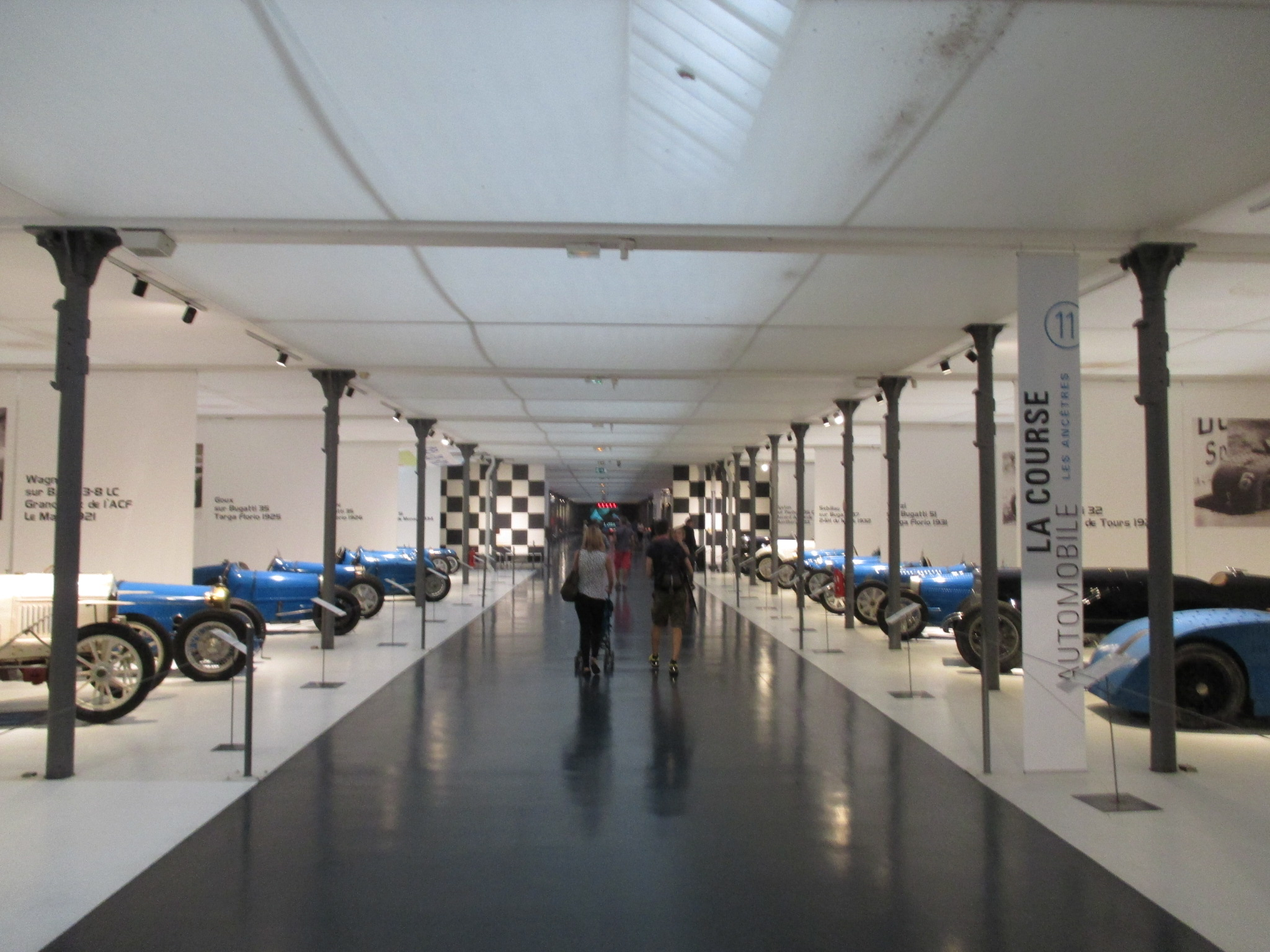
Voitures de course Bugatti.
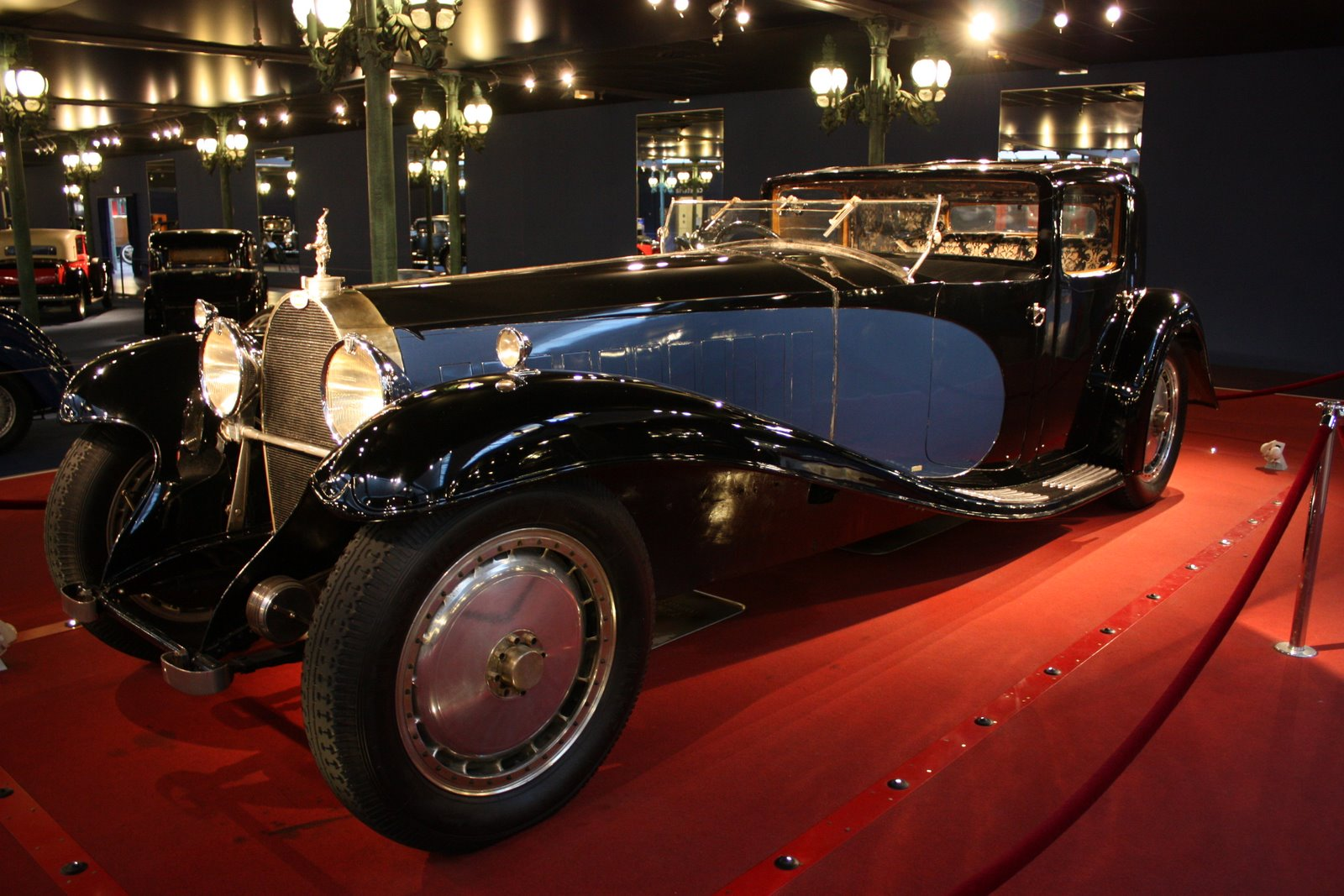
La Bugatti royale, l'une des voitures les plus chères du monde estimée à près de 100 millions d'euros. Elle a appartenu à Ettore Bugatti fondateur de Bugatti.
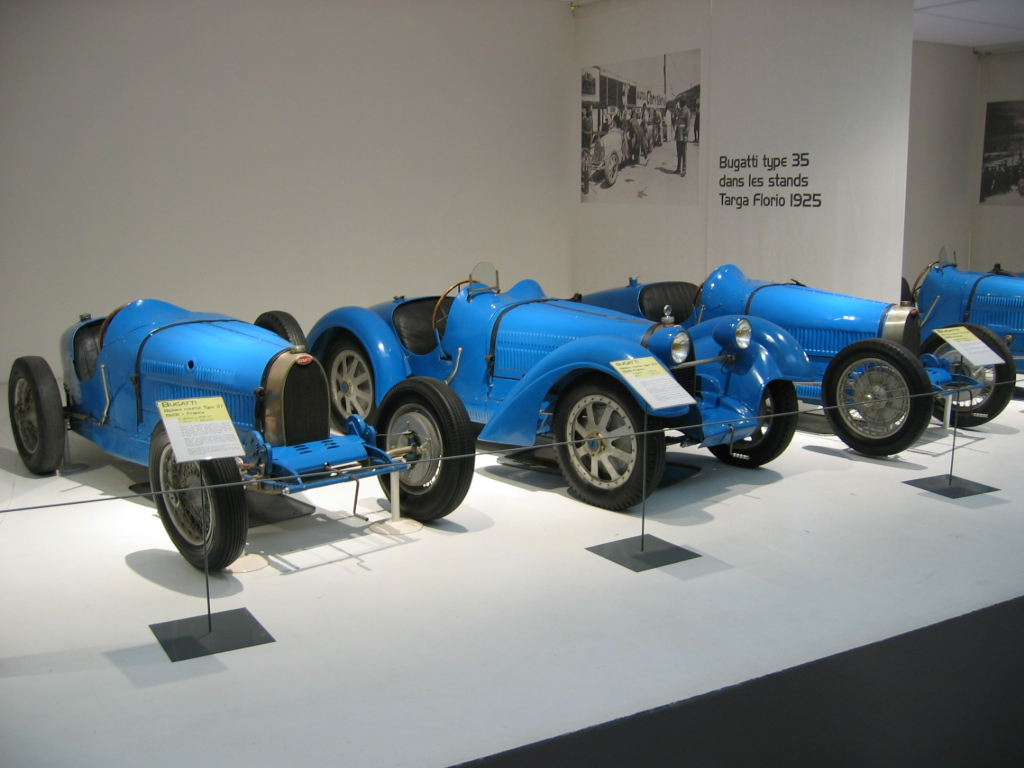
Quelques Bugatti Type 35.
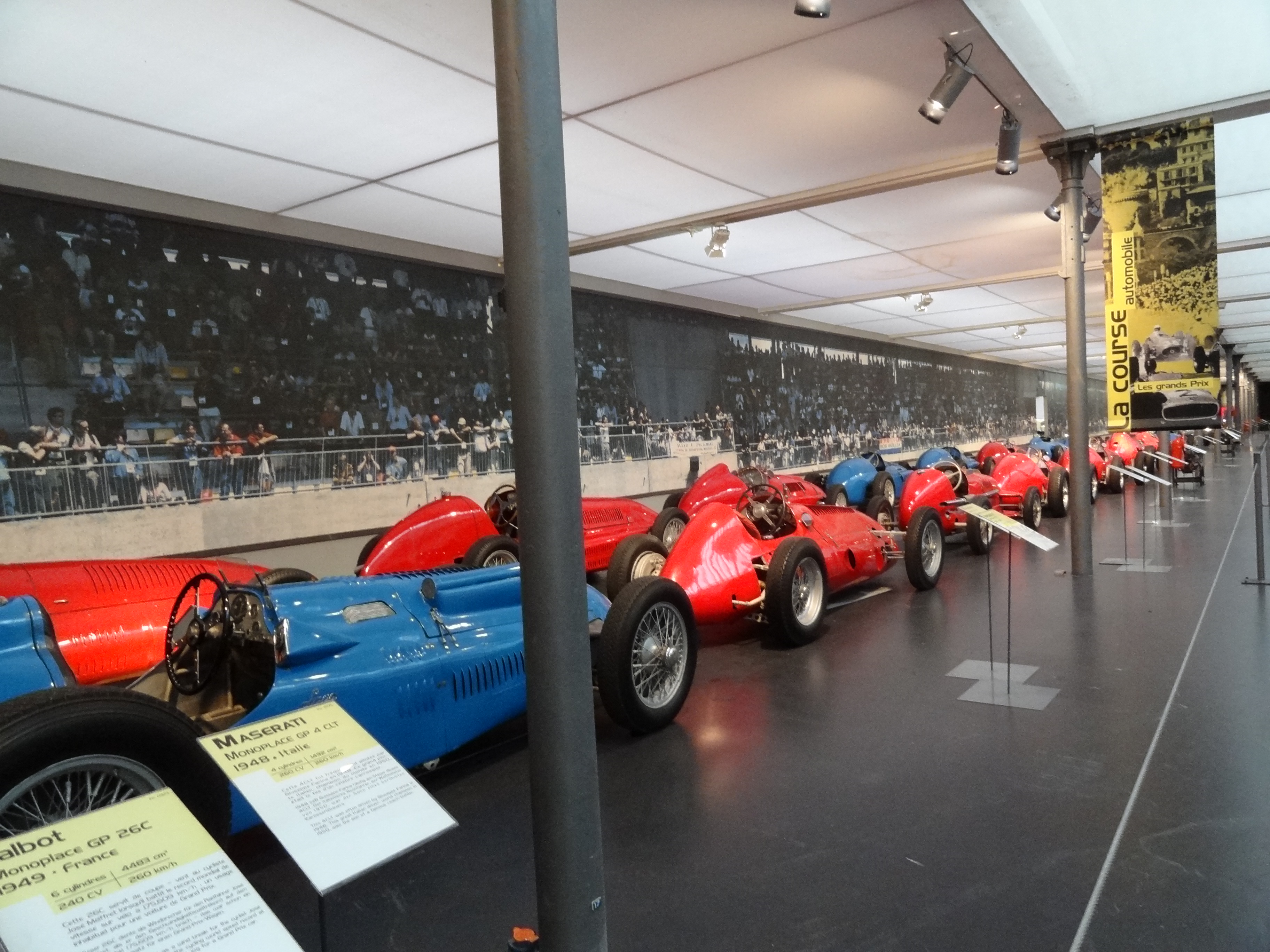
Monoplaces F1.
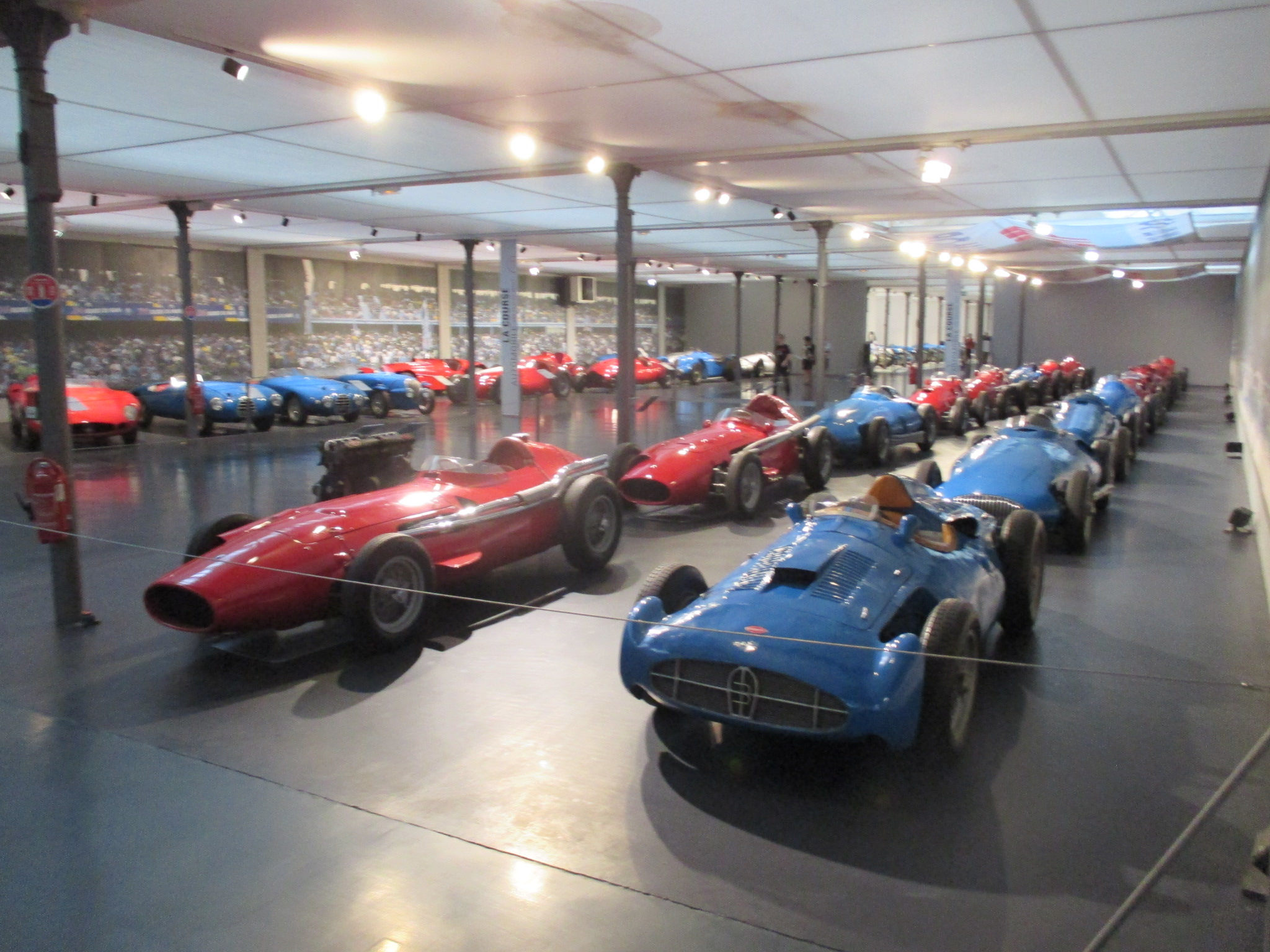
Voitures de course.

Le 7 mars 1977, les 2 000 ouvriers licenciés économiques de l'empire textile en faillite des frères Schlumpf découvrent par surprise le musée secret durant leur manifestation, en même temps que l'envahissent les médias du monde entier, et en ouvrent l'accès au public. Le syndicat CFDT le nomme « Musée des travailleurs » et organise des visites gratuites.

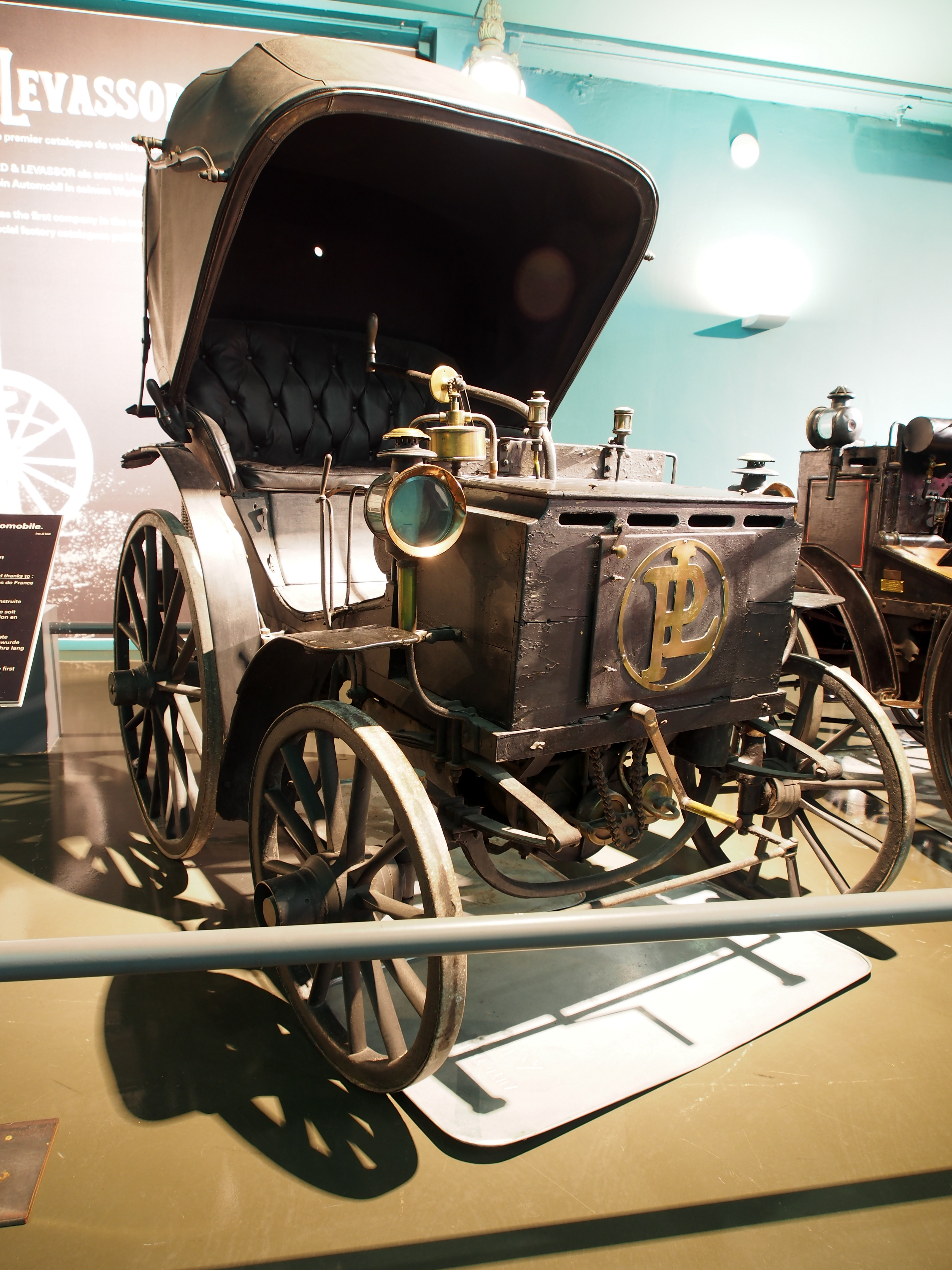
Panhard & Levassor Type A no 77 de 1891, reconnue à ce jour comme « plus ancien véhicule automobile à essence du monde encore en circulation », classée aux monuments historiques en 2011, première voiture à essence fabriquée en série (Collection Schlumpf de Mulhouse).

L'industriel Jean Panhard fonde alors l'Association du Musée national de l'automobile avec la ville de Mulhouse, le conseil général du Haut-Rhin, le conseil régional d'Alsace, la Chambre de commerce et d'industrie Sud Alsace Mulhouse et l'Automobile Club de France pour sauver ce patrimoine national et le maintenir en Alsace. 422 modèles sur 560 de la collection sont classés monuments historiques. Une longue procédure judiciaire autorise l'État français à acheter la collection pour 44 millions de francs au syndic de la liquidation Schlumpf (collection estimée à plus de 325 millions de francs, par la société de vente aux enchères Christie's). En 1978 le Conseil d'État classe la collection monument historique puis la vend pour 44 millions de francs en 1981 à l'« Association du Musée national de l'automobile », qui acquiert collections, terrains et bâtiments pour un coût global de 69 millions de francs. Le musée national de l'automobile ouvre au public à Mulhouse le 10 juillet 1982.

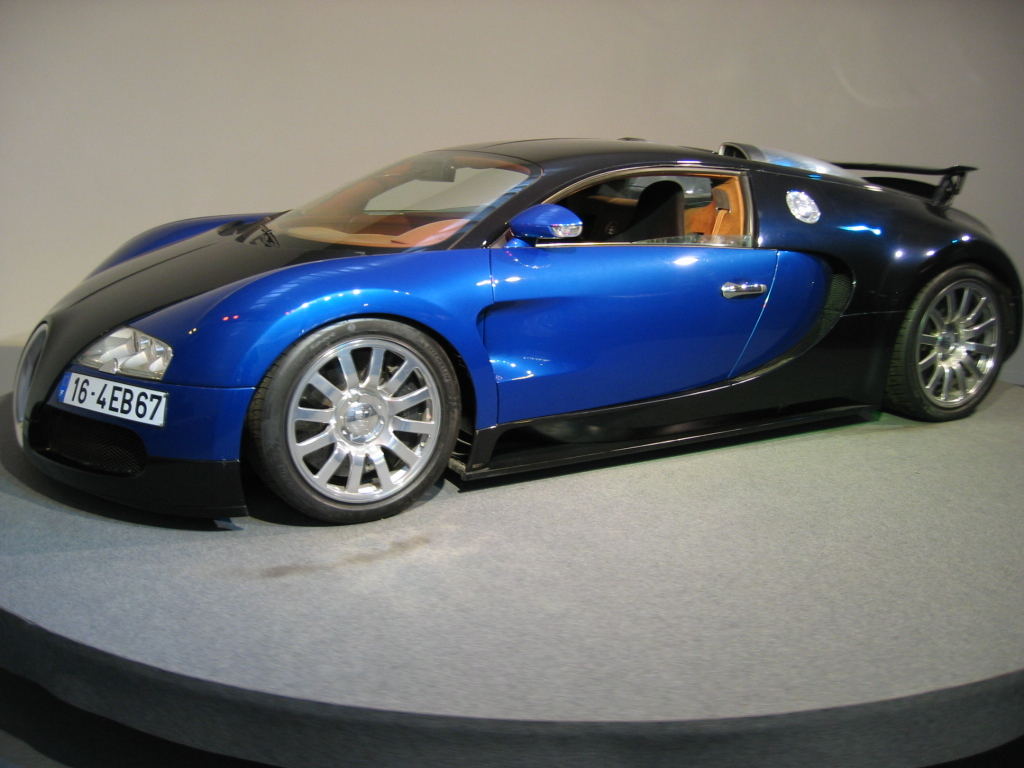
Bugatti Veyron 16.4 (2005).

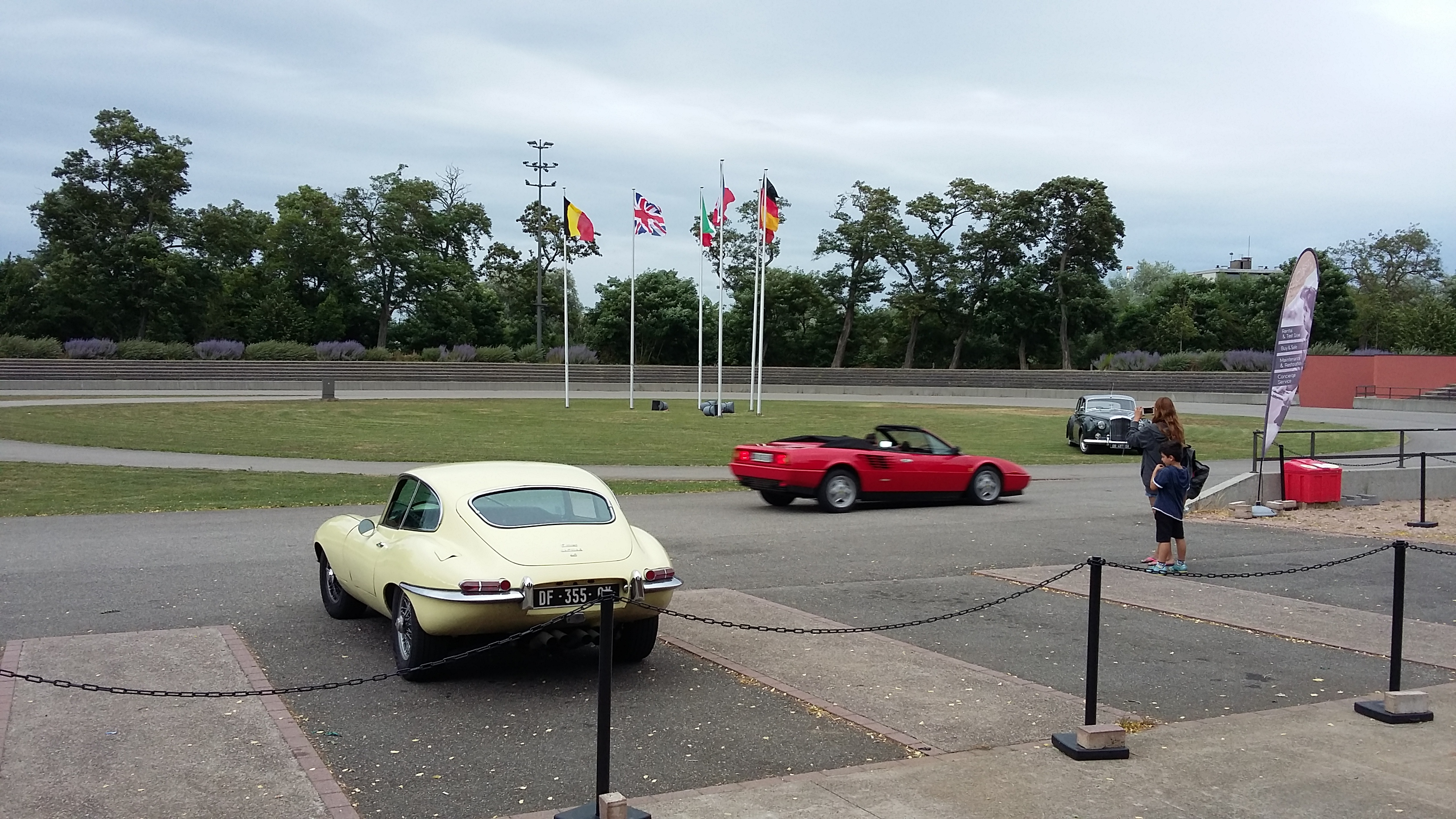
Autodrome de tours d'essai de quelques voitures de collection.

En 1989, Fritz Schlumpf obtient de la cour d'appel de Paris que le musée soit rebaptisé « Musée national de l'automobile - Collection Schlumpf ». Après sa disparition en 1992, la Cour dédommage sa veuve Arlette Schlumpf-Naas en 1999 de 25 millions de francs et lui restitue la « collection Malmerspach » (62 véhicules non restaurés du stock de réserves et de pièces détachées de Malmerspach, constitué notamment de doublons, en particulier pour les seize Bugatti de cinq modèles différents),. À la disparition de celle-ci en 2008, la collection Malmerspach est achetée par les vendeurs de voiture de collection Jaap Braam Ruben et Bruno Vendiesse, qui la dispersent en vendant notamment douze Bugatti et quelques autres véhicules au milliardaire américain Peter Mullin pour sa prestigieuse collection d'Oxnard en Californie.
En 2006, le musée est renommé « Cité de l'automobile » et agrandi, restructuré, rénové pour un montant de 20 millions d'euros. Une nouvelle muséographie est conçue par le studio d'architecture de Jean-François Milou. Le musée rouvre ses portes le 7 juillet 2006 en présentant, à cette date, la plus importante et la plus prestigieuse collection d'automobiles au monde. Le 1er juillet 2011, un autodrome de 450 m est inauguré sur l'ancien stade contigu au musée, pour le Festival automobile annuel de Mulhouse et pour diverses animations événementielles automobiles,.
En 2018, la Cité de l'automobile est nommée dans la catégorie « musée de l'année » aux Historic Motoring Awards de Londres.
Le site accueille 200 000 visiteurs par an.

## Collections
560 véhicules à l'origine, dont 464 automobiles de 98 marques, couvrant toutes les époques de l'histoire de l'automobile :
- Importante collection de Rolls Royce, et plus importante collection de Bugatti du monde (collection Schlumpf) avec deux des six Bugatti Type 41 « Royale », dont la Bugatti Royale Coupé Napoléon / coupé du Patron personnelle d'Ettore Bugatti, la Bugatti Royale Limousine Park-Ward, ainsi que la Bugatti Royale Roadster Esders reconstituée par les frères Schlumpf dans les années 1960.
- Les pionnières de l'automobile (1878 à 1918) avec Panhard & Levassor, Peugeot, De Dion-Bouton, Benz & Cie, Porsche, 123 Bugatti (dont 3 Bugatti Royale), Rolls-Royce, Maserati, Ferrari, Mercedes, Hispano-Suiza, Delahaye, Renault, Citroën, etc.

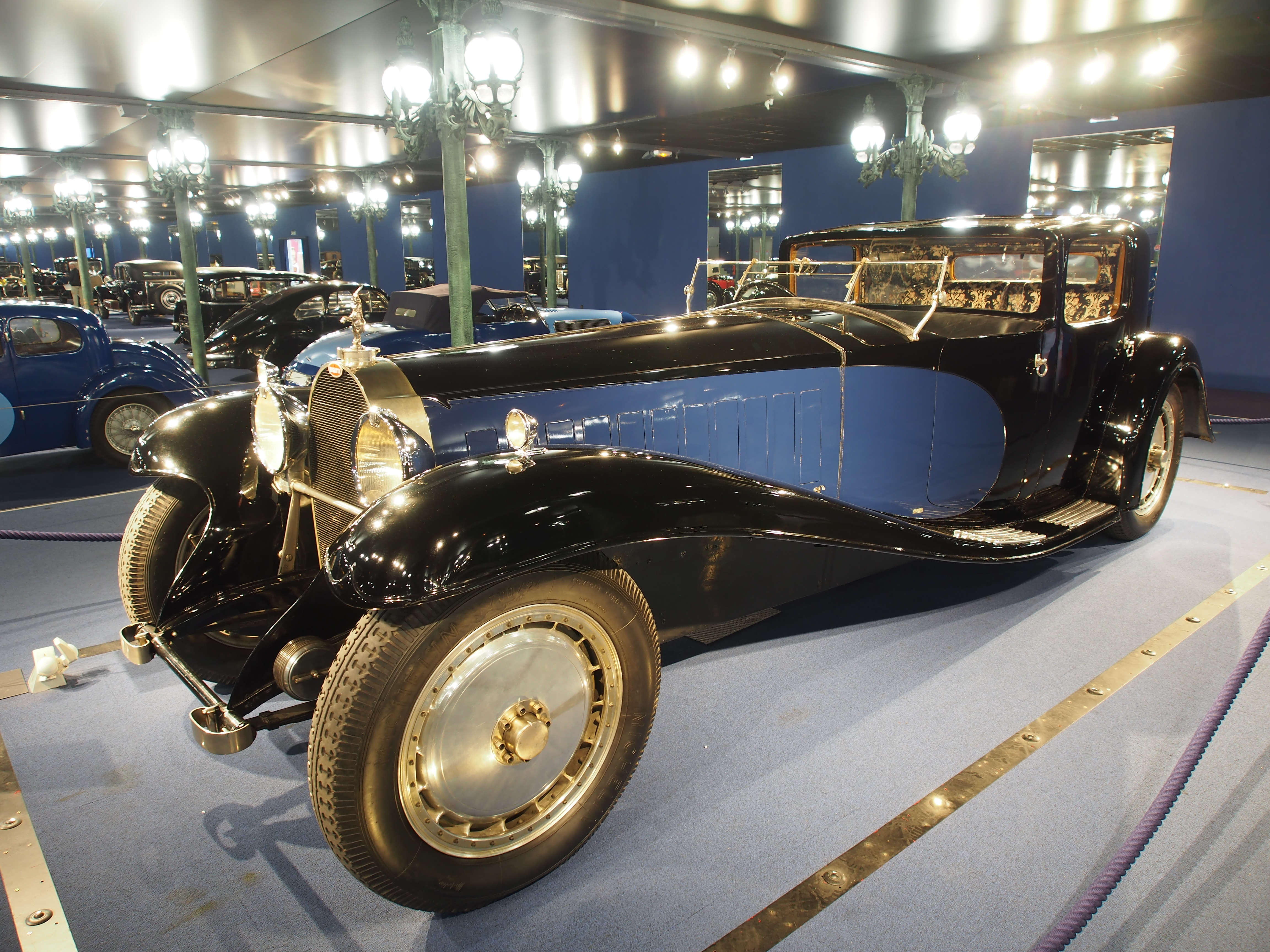
Bugatti Royale Coupé Napoléon / coupé du Patron, Voiture  personnelle d'Ettore Bugatti, 1926.
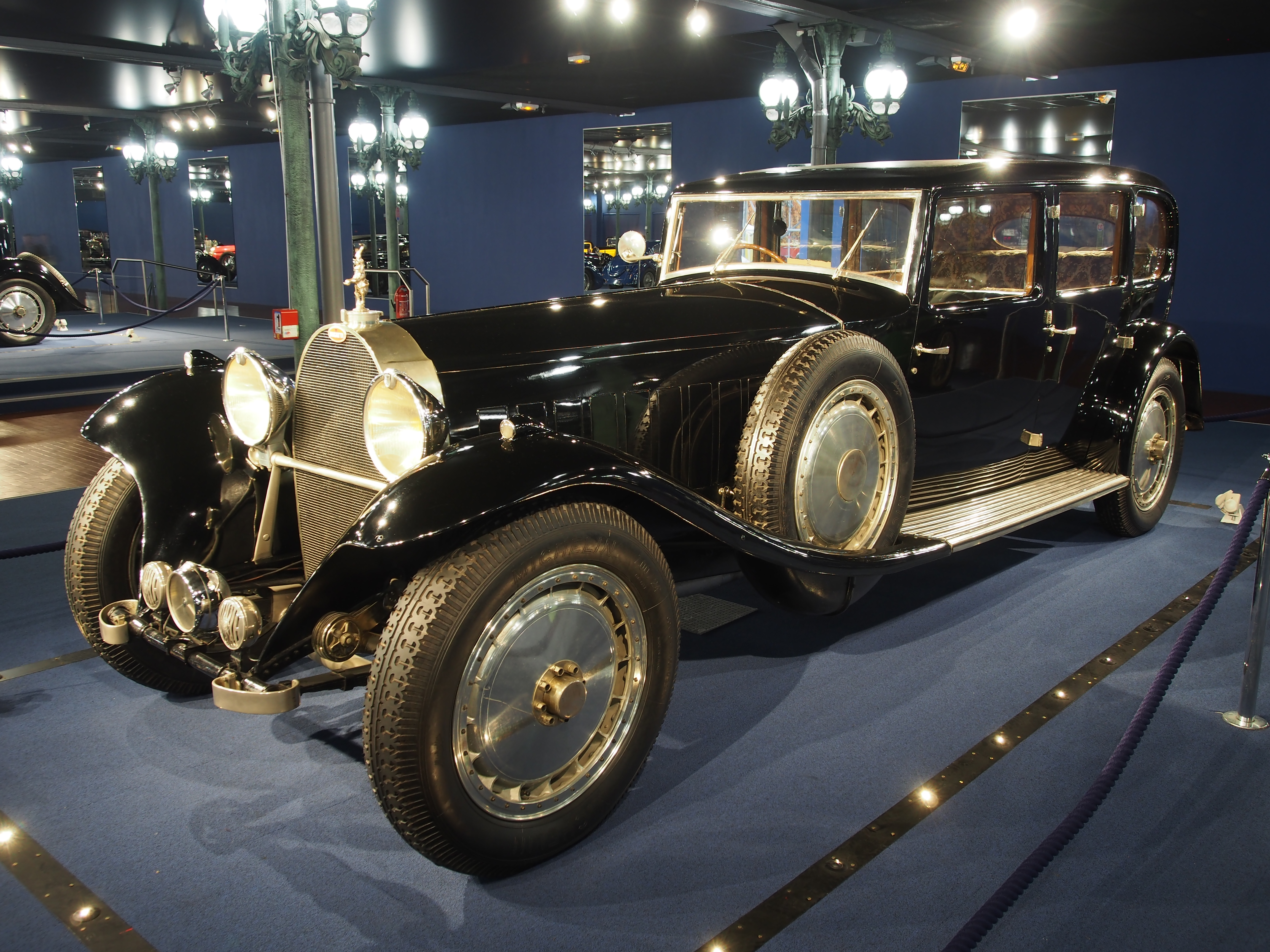
Bugatti Royale Limousine Park-Ward.
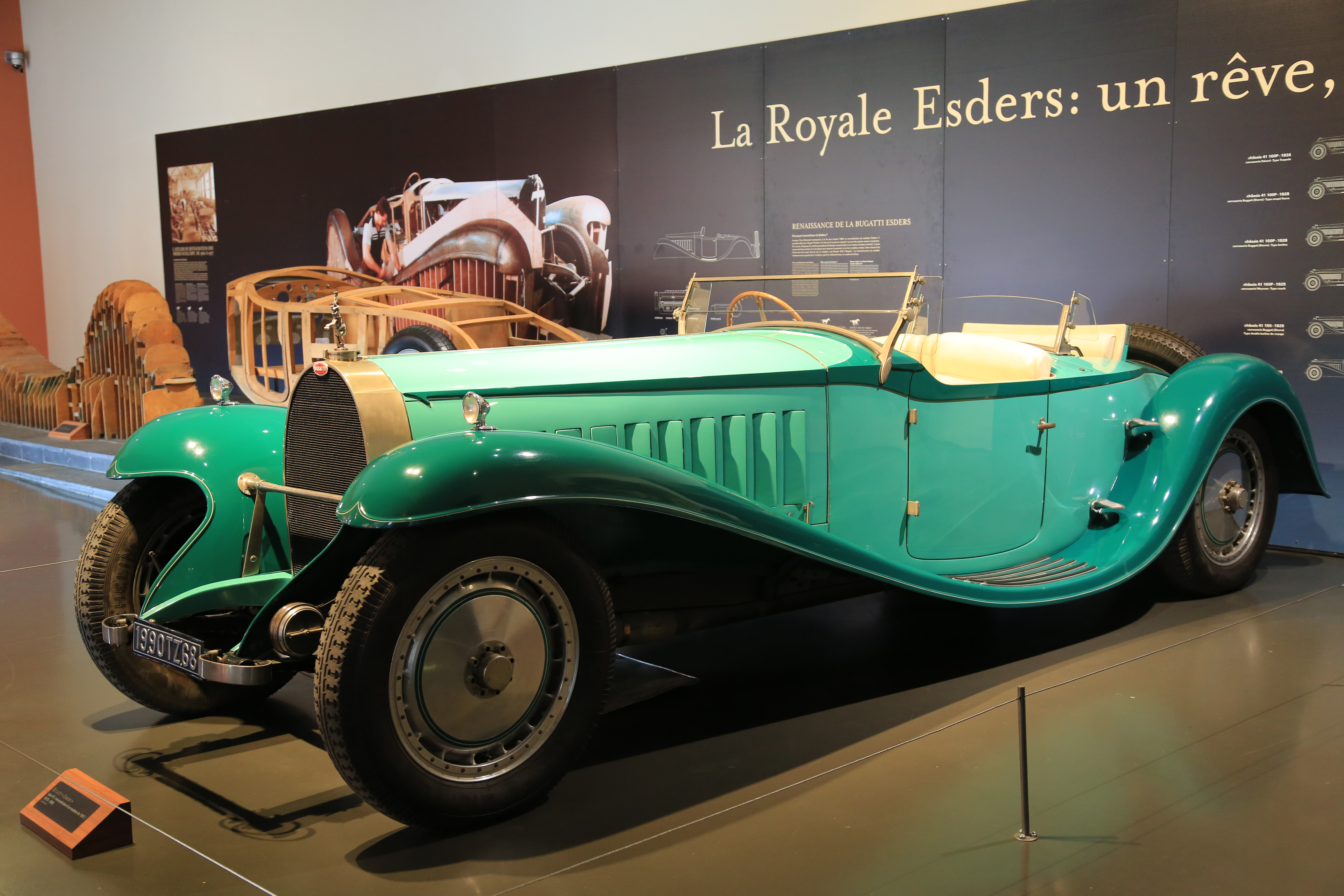
Bugatti Royale Roadster Esders, reconstitué par les frères Schlumpf.
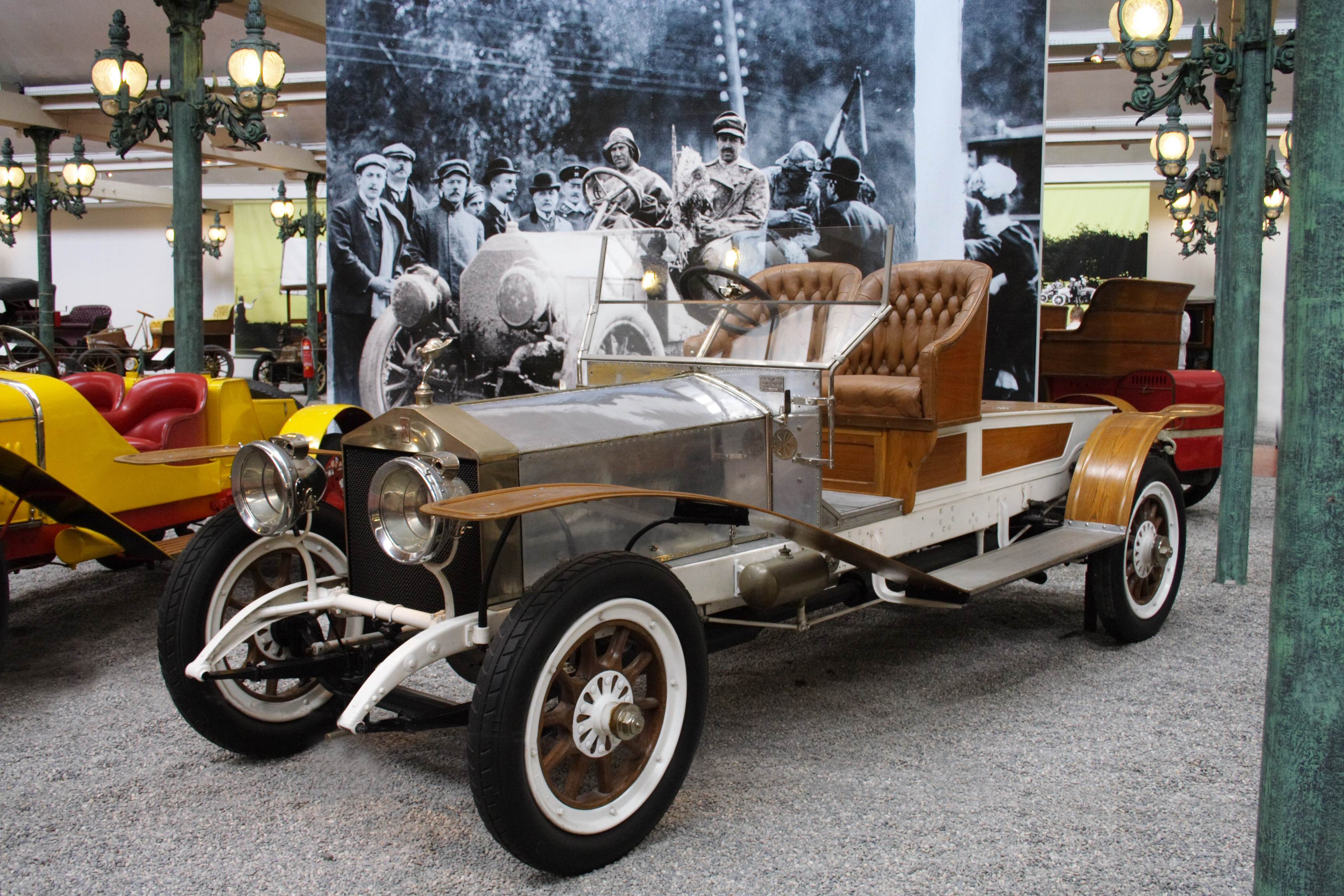
Rolls-Royce Silver Ghost 1907.
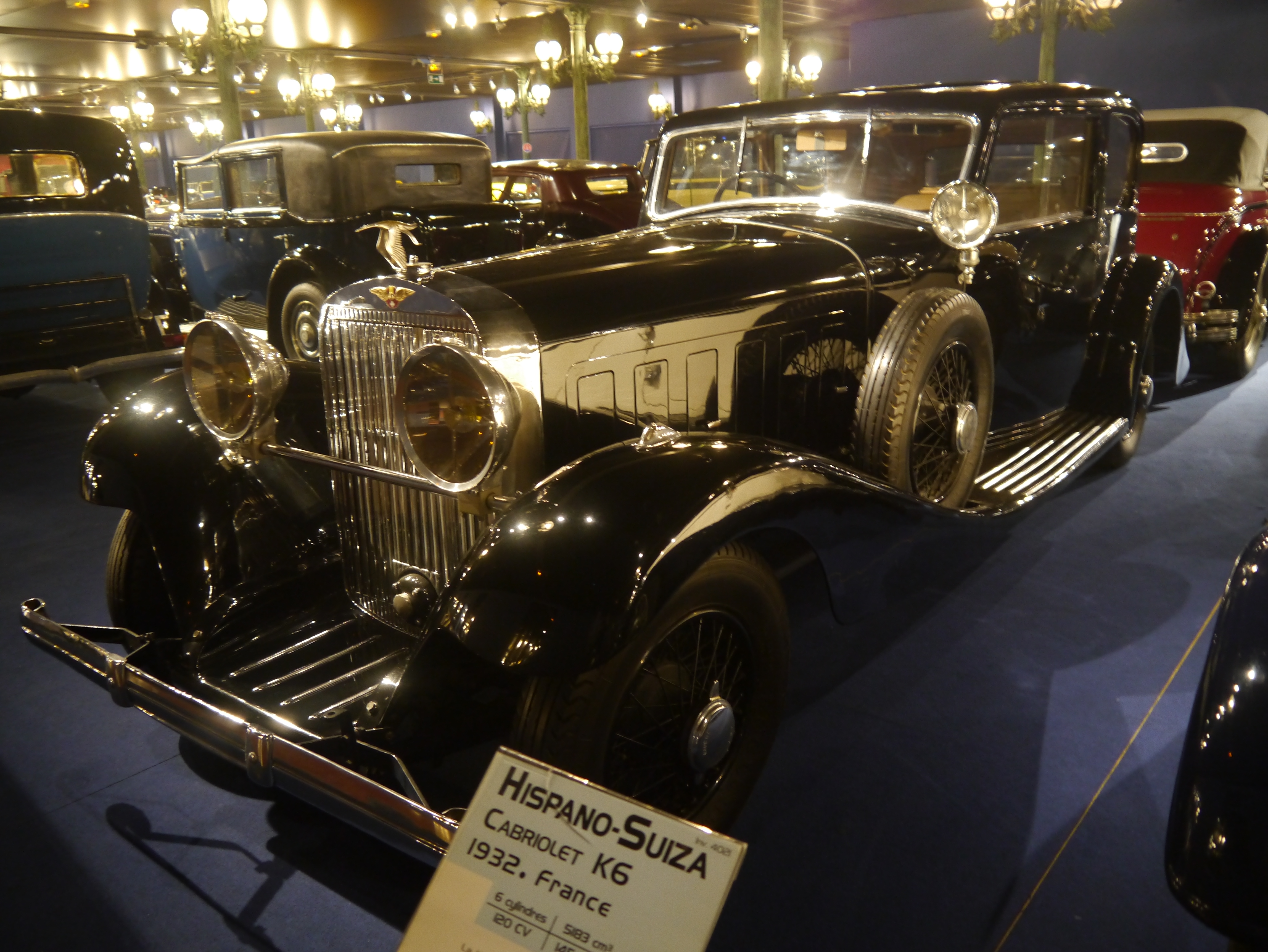
Hispano-Suiza K6 cabriolet 1932.
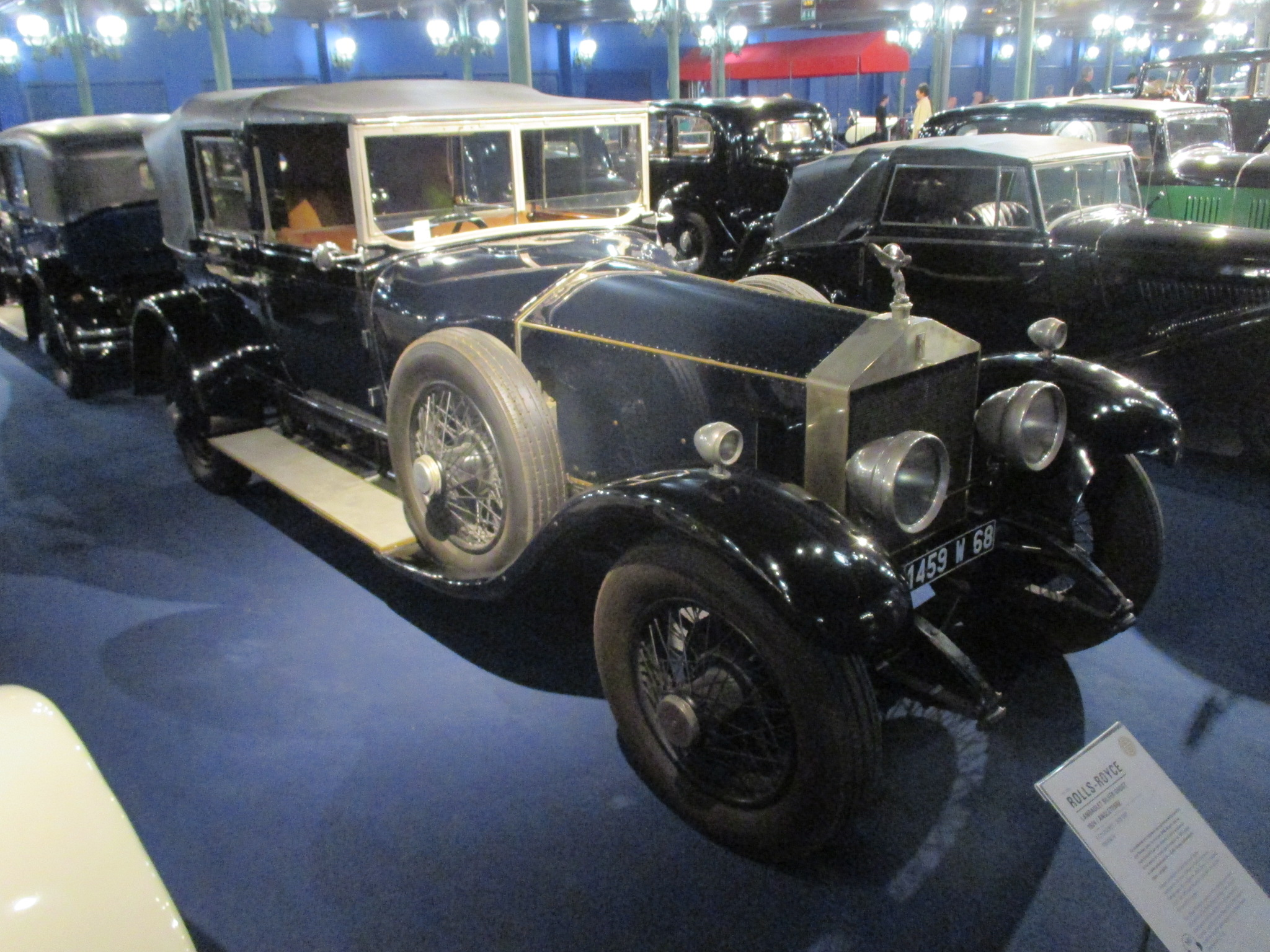
Rolls-Royce Silver Ghost Landaulet 1924.

- La compétition automobile : les pionnières à palmarès de 1902 à 1939 de Juan Manuel Fangio, Maurice Trintignant, Bugatti Type 35, Mercedes-Benz W196, Ferrari de Formule 1, Gordini, Maserati, Lancia, etc.
- « Les chefs-d'œuvre » rassemble les 80 plus belles voitures de luxe des années 1930 dont les célèbres Bugatti royales.
- Des voitures qui ont marqué l'histoire moderne acquises avec le temps, dont Peugeot 205 Turbo 16, prototypes des années 1980 et années 1990, Peugeot 905, Porsche 935, Porsche 956, Bugatti EB110, Bugatti Veyron 16.4, etc.
- Le musée propose également une boutique, des animations (voiture tonneau, réalité virtuelle, karting enfant...), de la restauration et un autodrome sur lequel il est possible de conduire des automobiles.

Quelques véhicules exposés
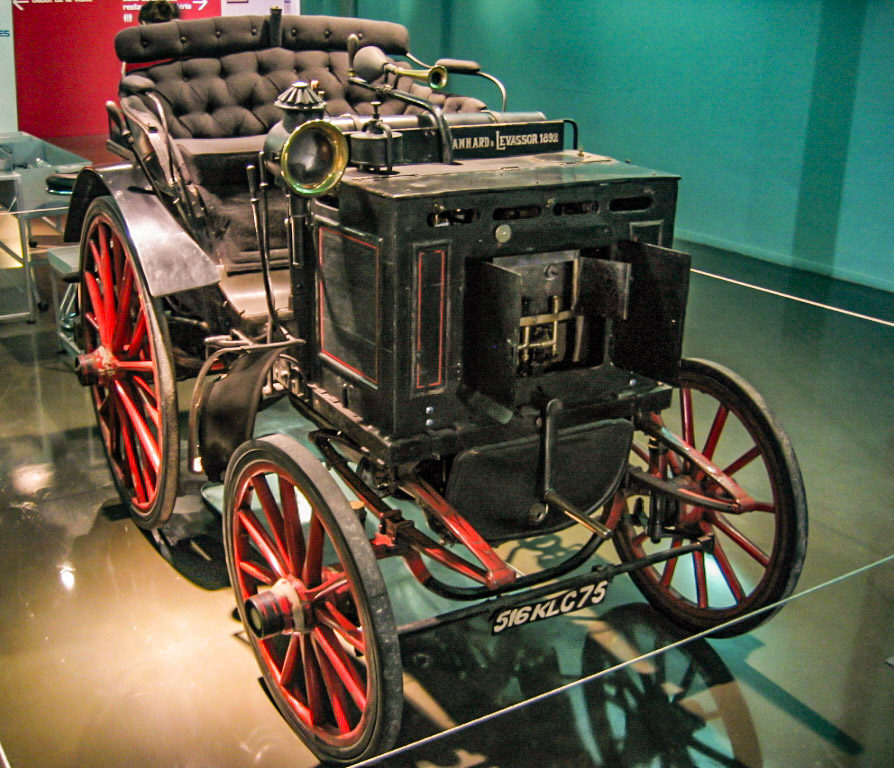
Panhard & Levassor Type A 1890.
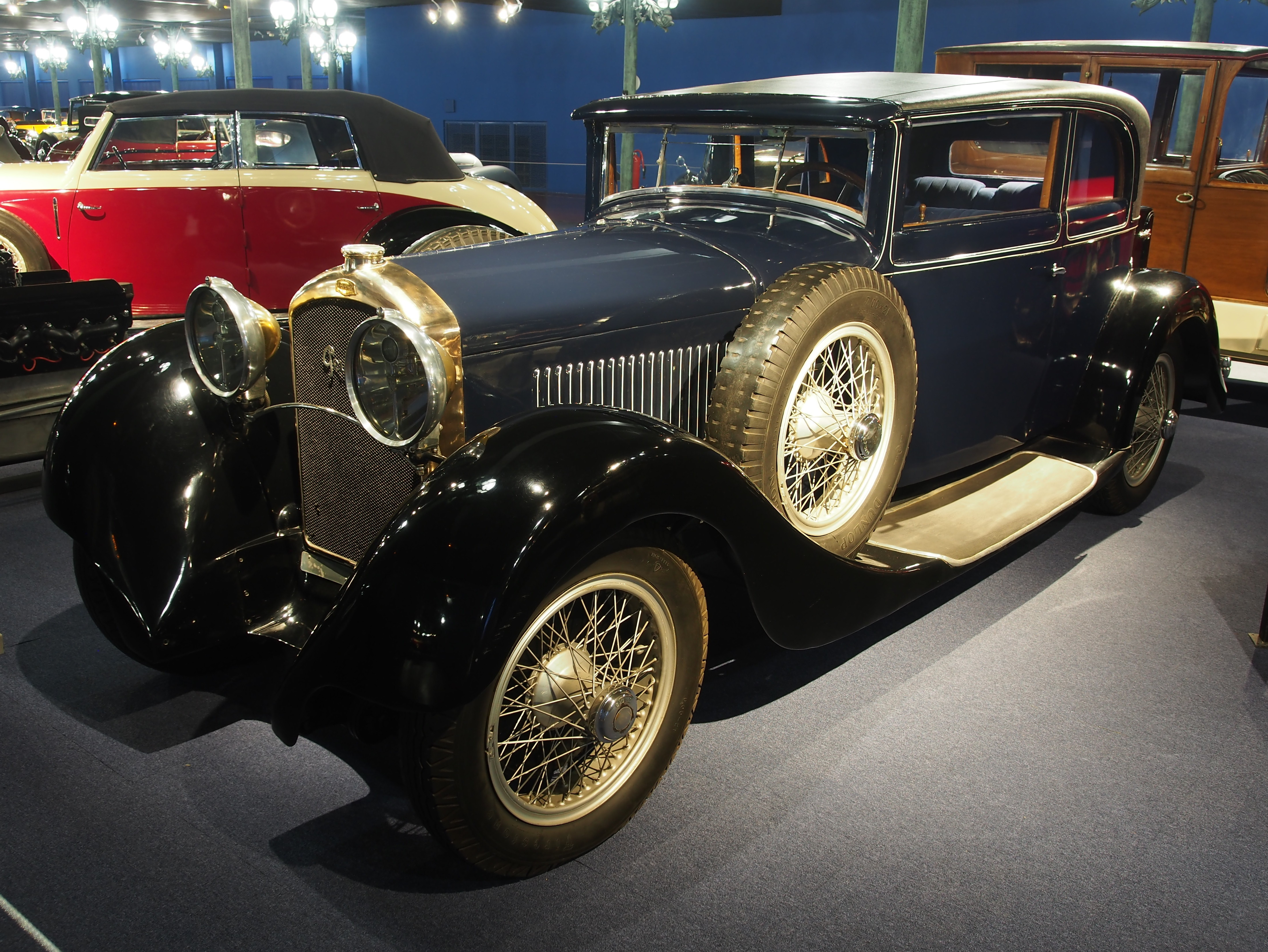
Peugeot Type 174 1923.
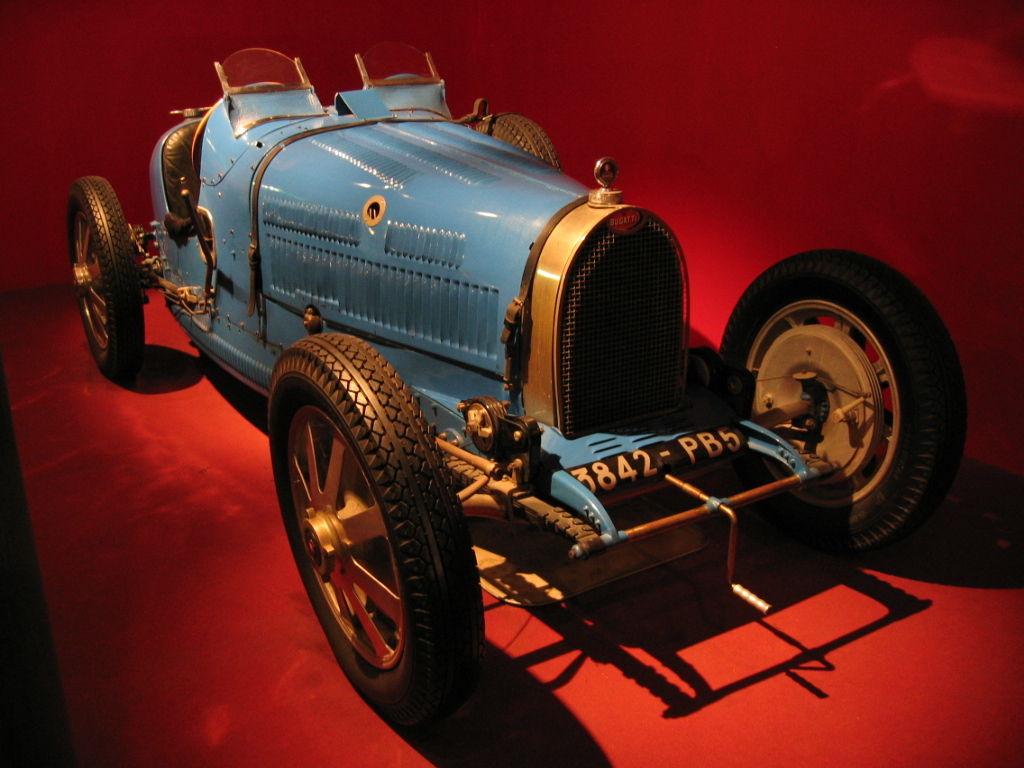
Bugatti Type 35B 1924.
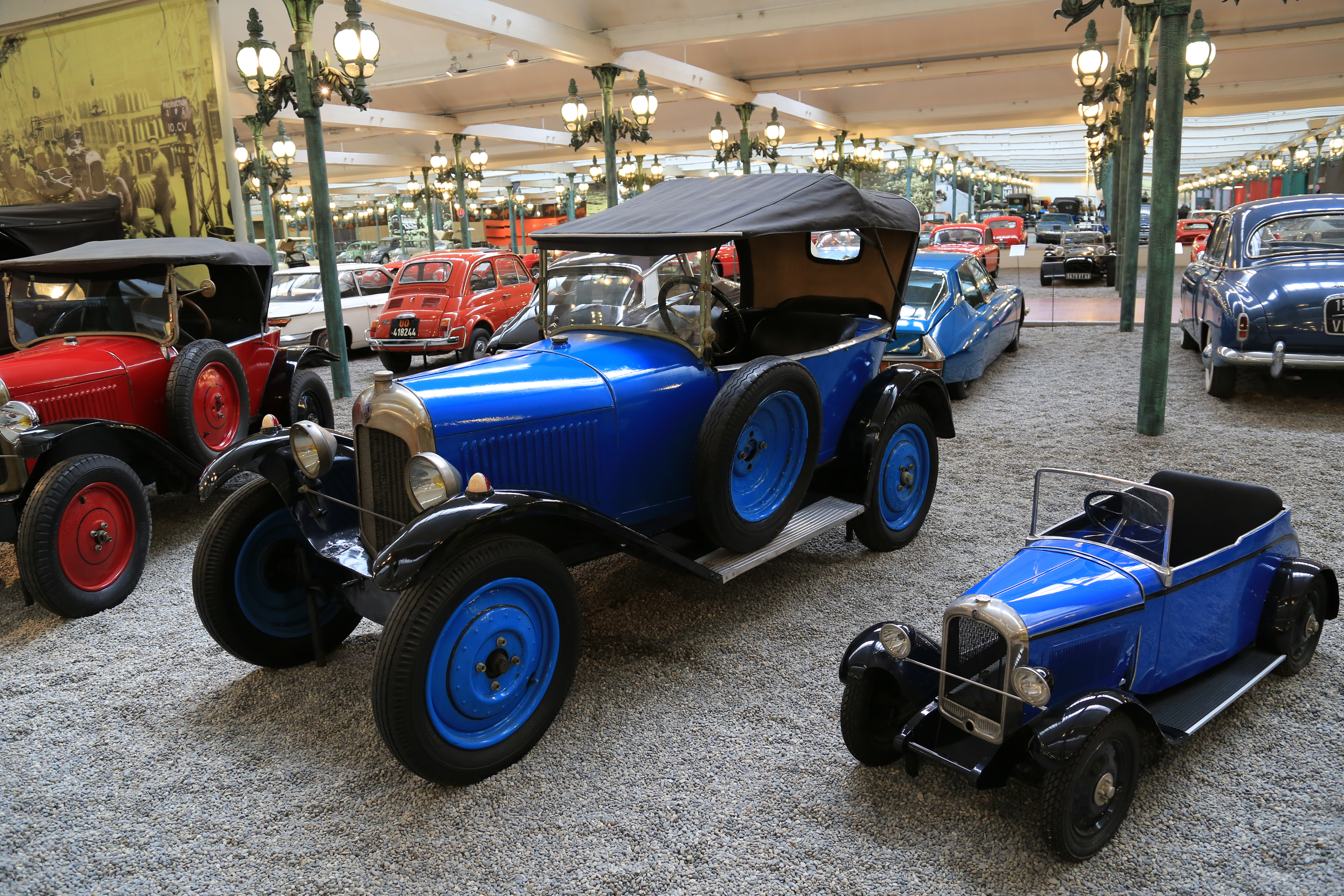
Citroën Type C Trefle 1925.
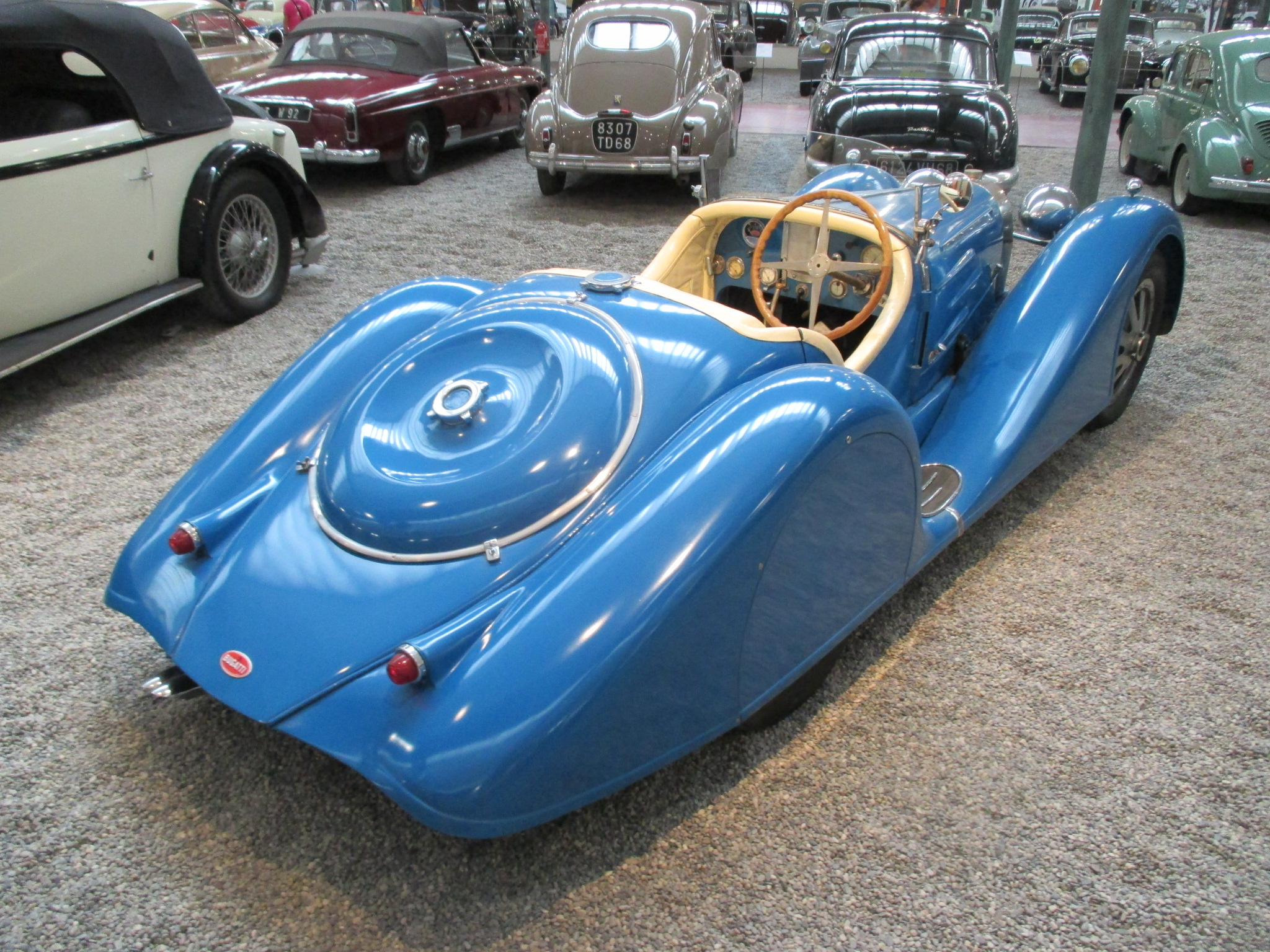
Bugatti Type 35B Roadster 1927.
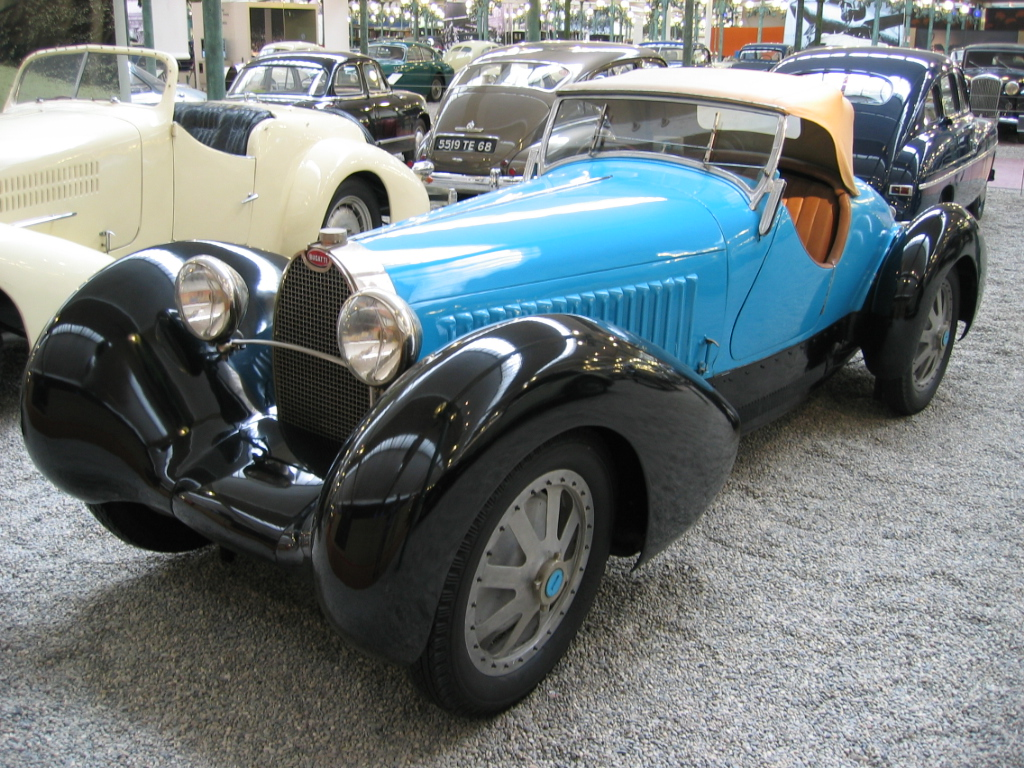
Bugatti Type 43 1929.
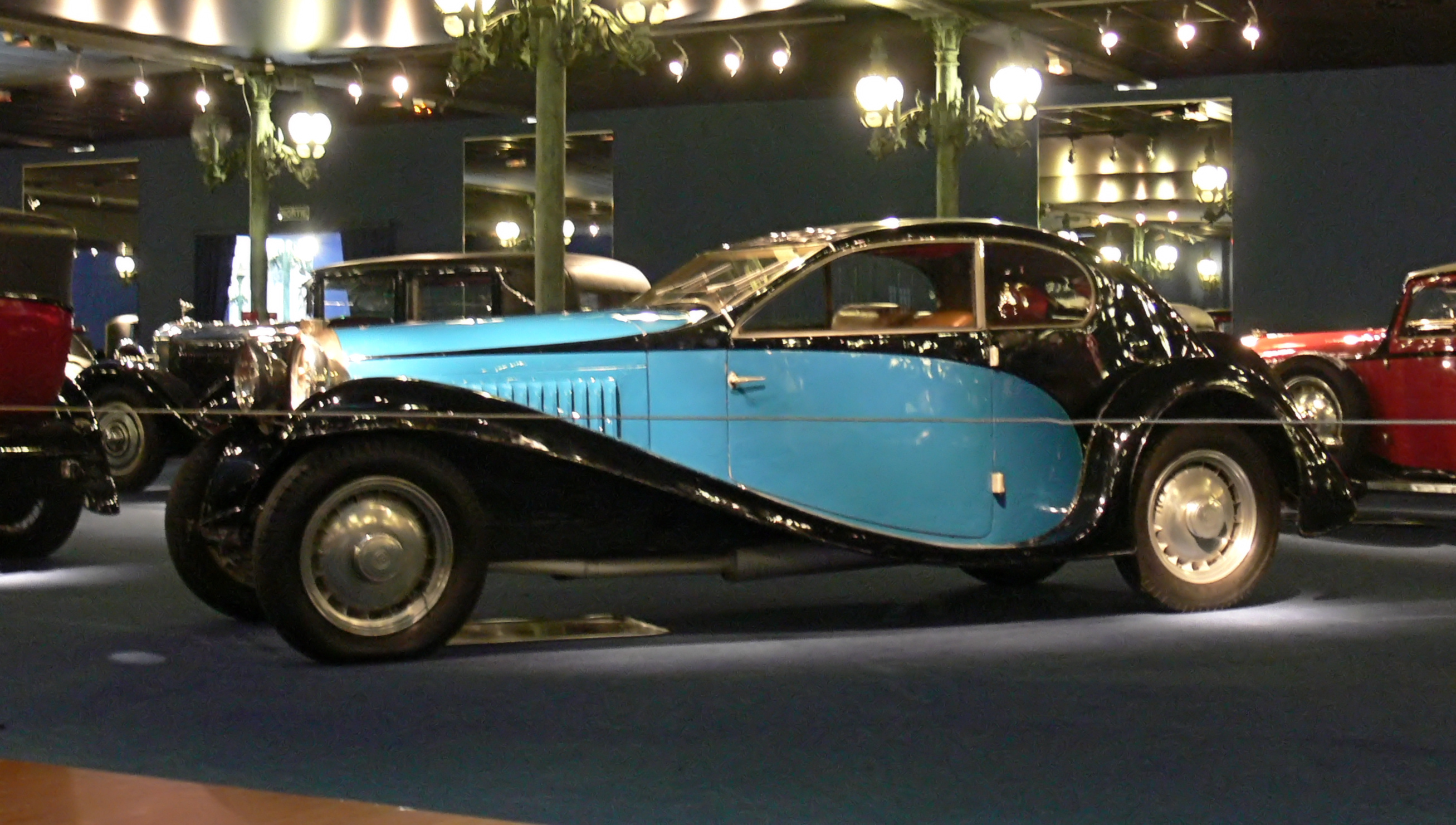
Bugatti Type 46 Petite Royale 1929.
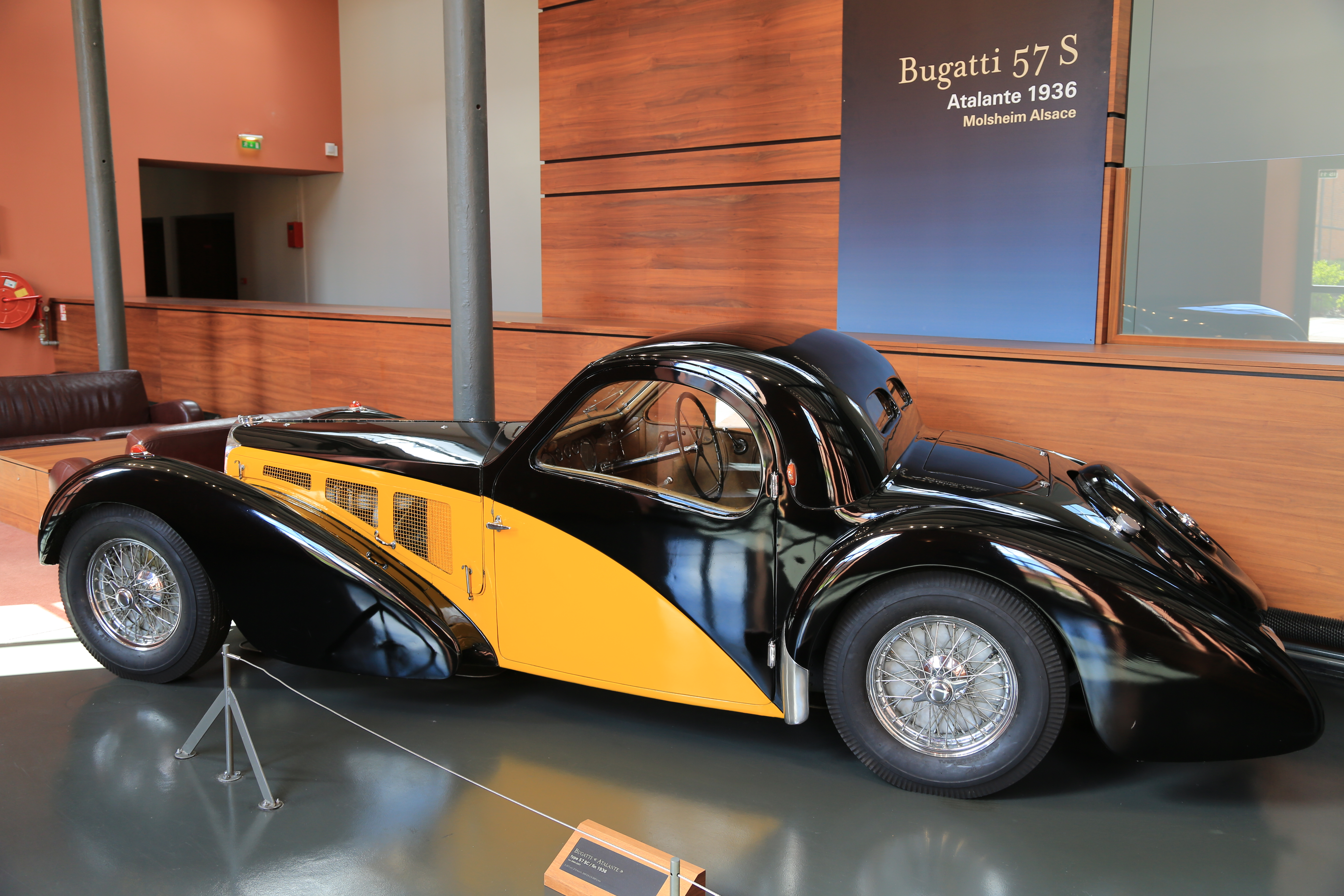
Bugatti Type 57 Atalante 1934.
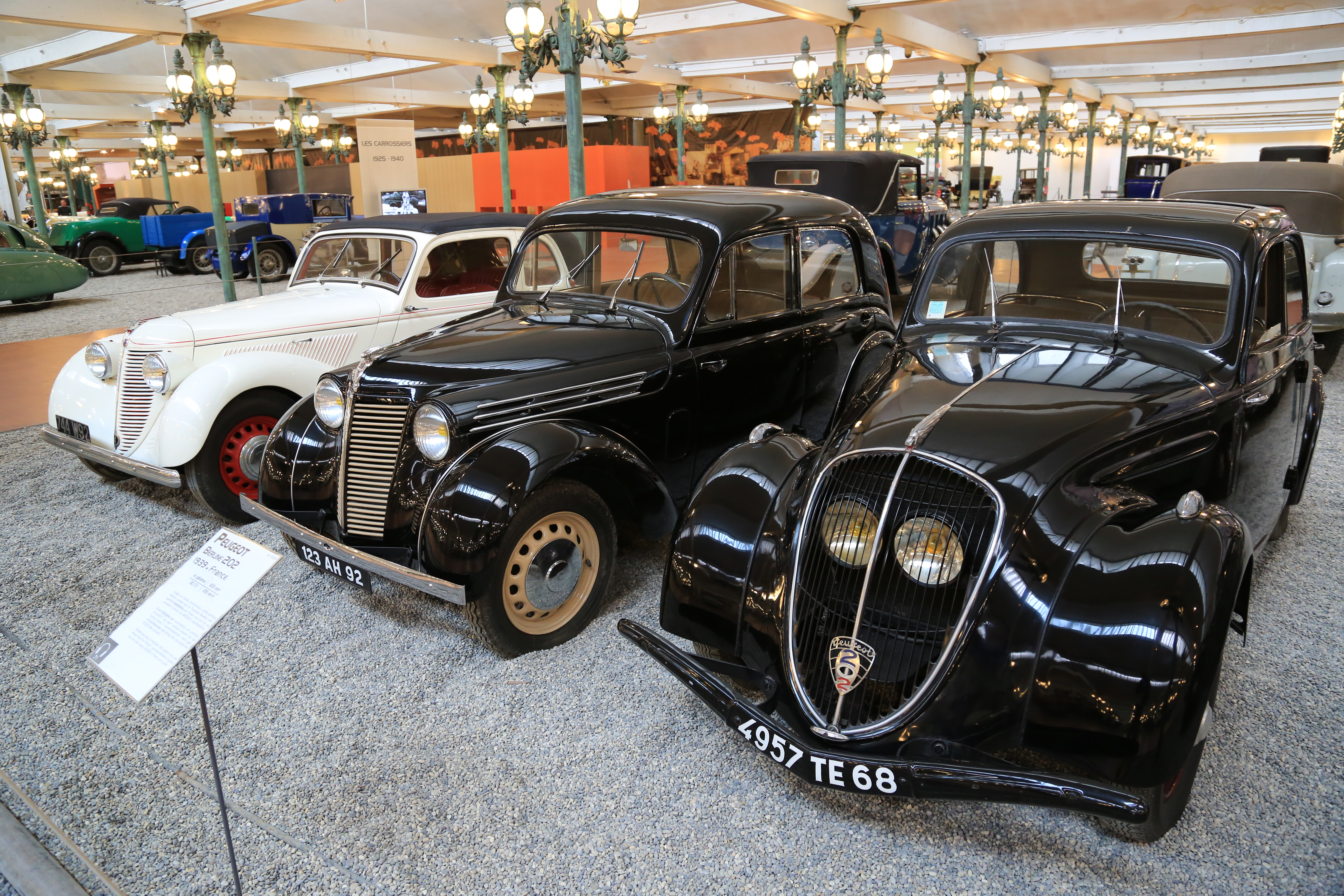
Amilcar Compound, Renault Juvaquatre, Peugeot 202.
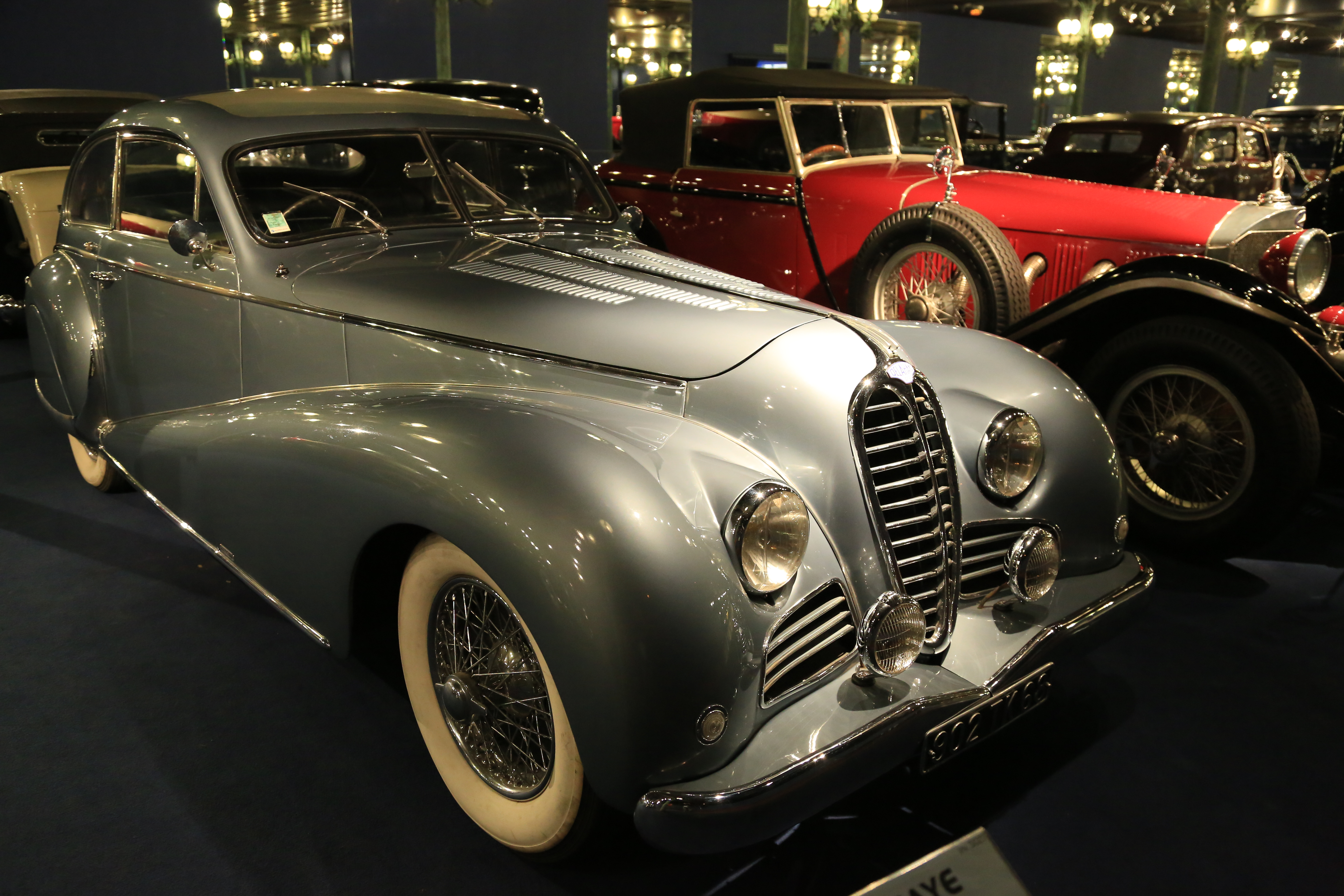
Delahaye type 135M 1935.
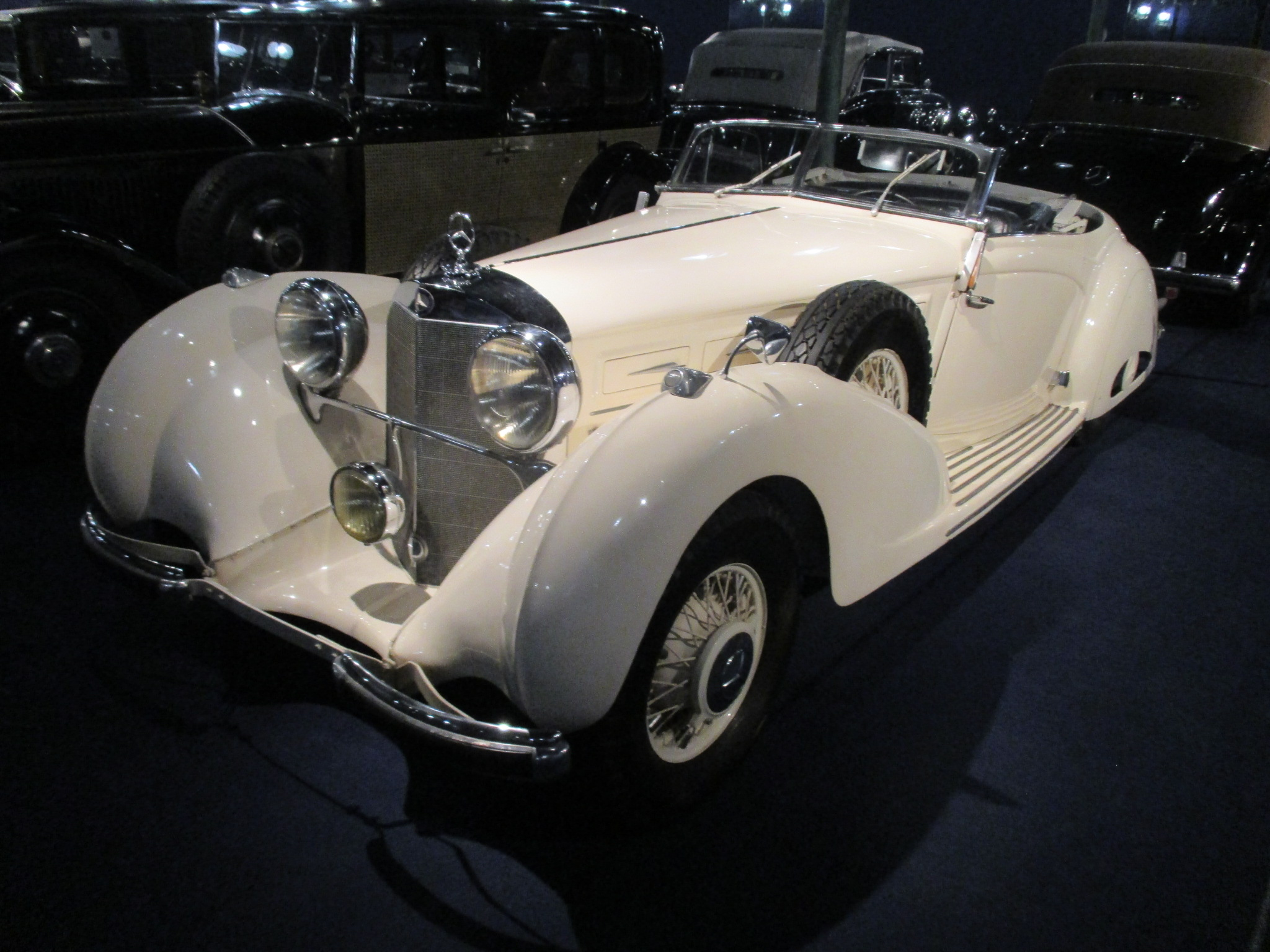
Mercedes-Benz 540 K cabriolet 1938.
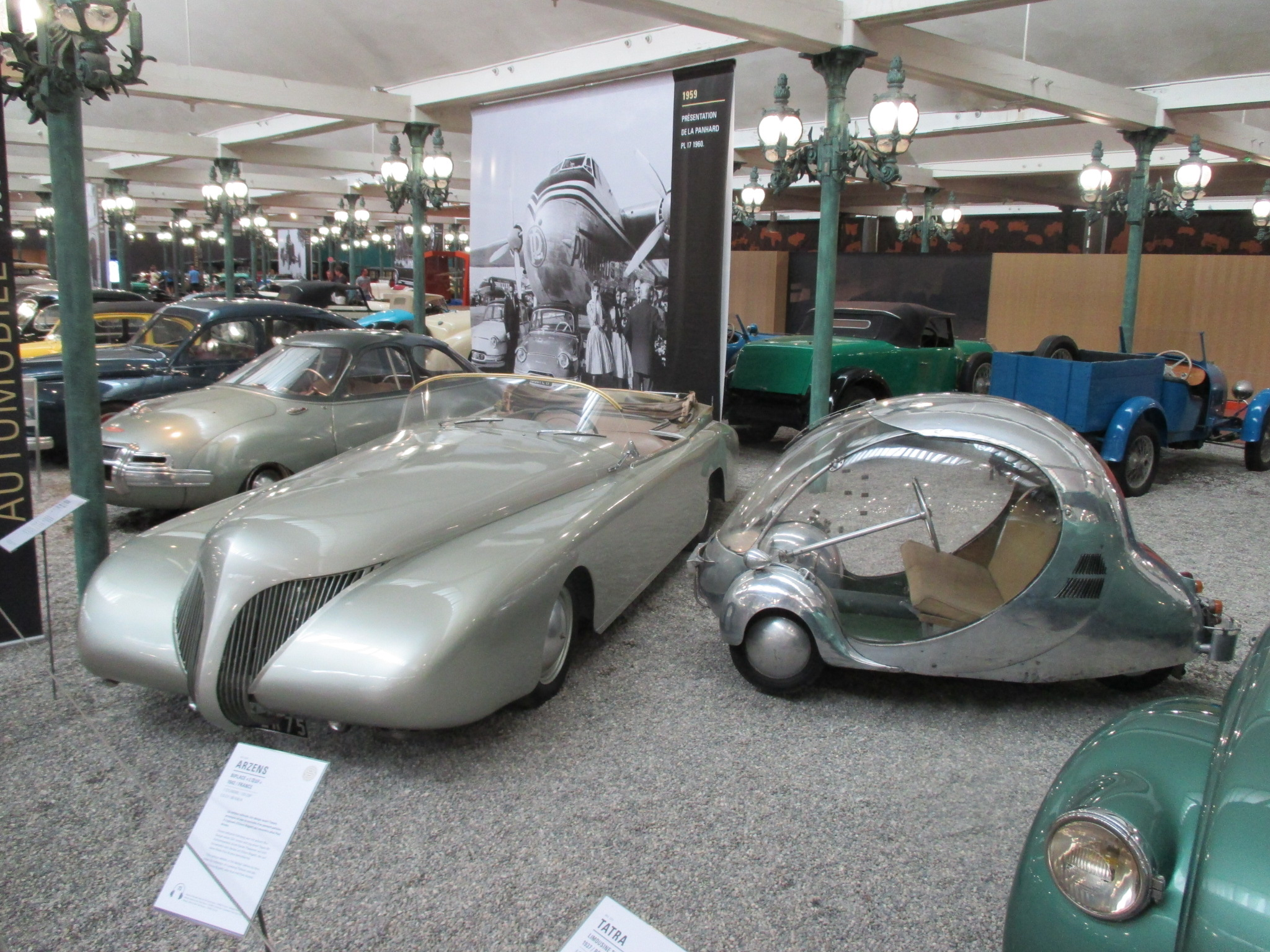
La Baleine 1938, et L'Œuf 1942, de Paul Arzens.
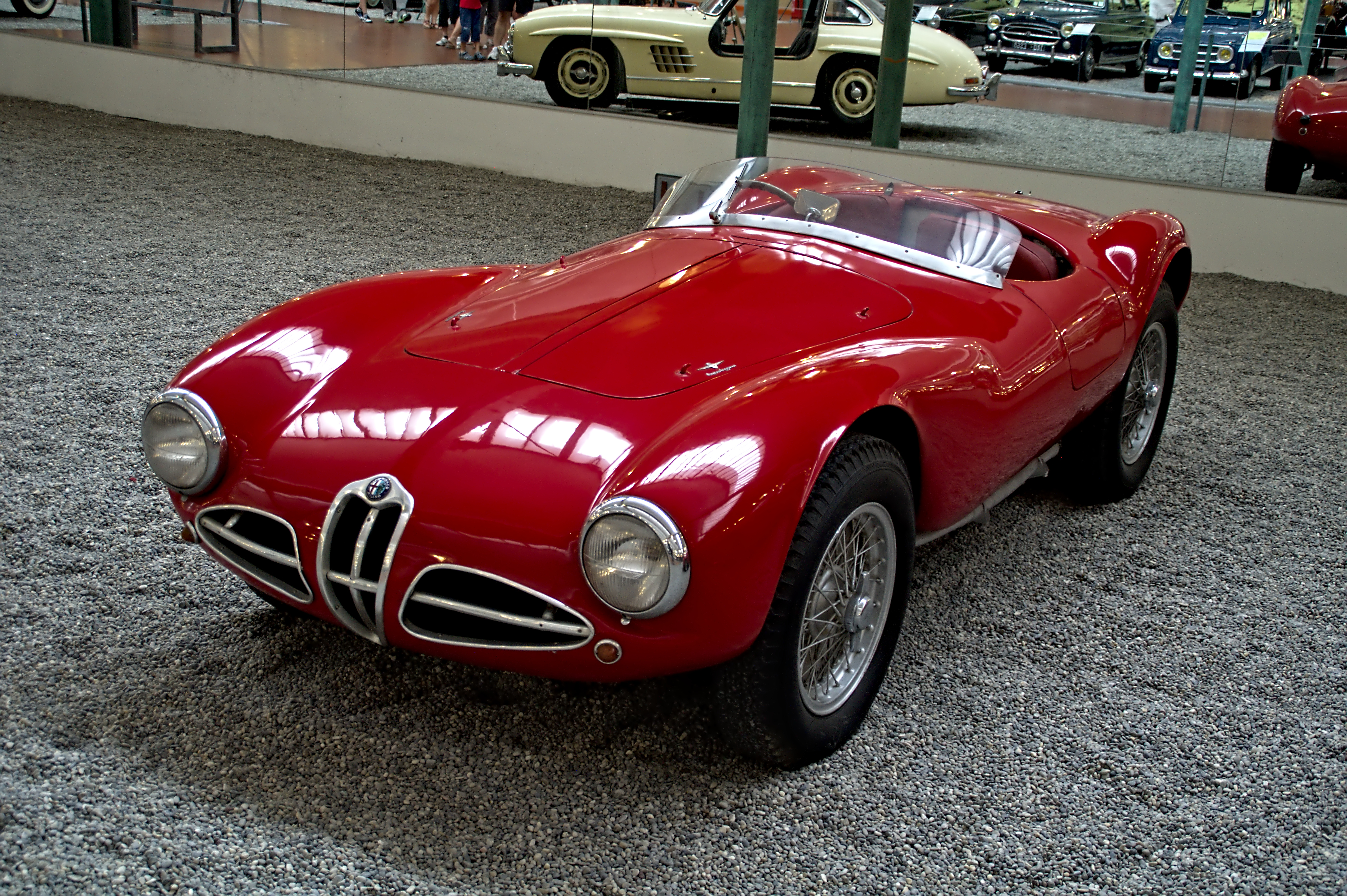
Alfa Romeo Disco Volante 1953.
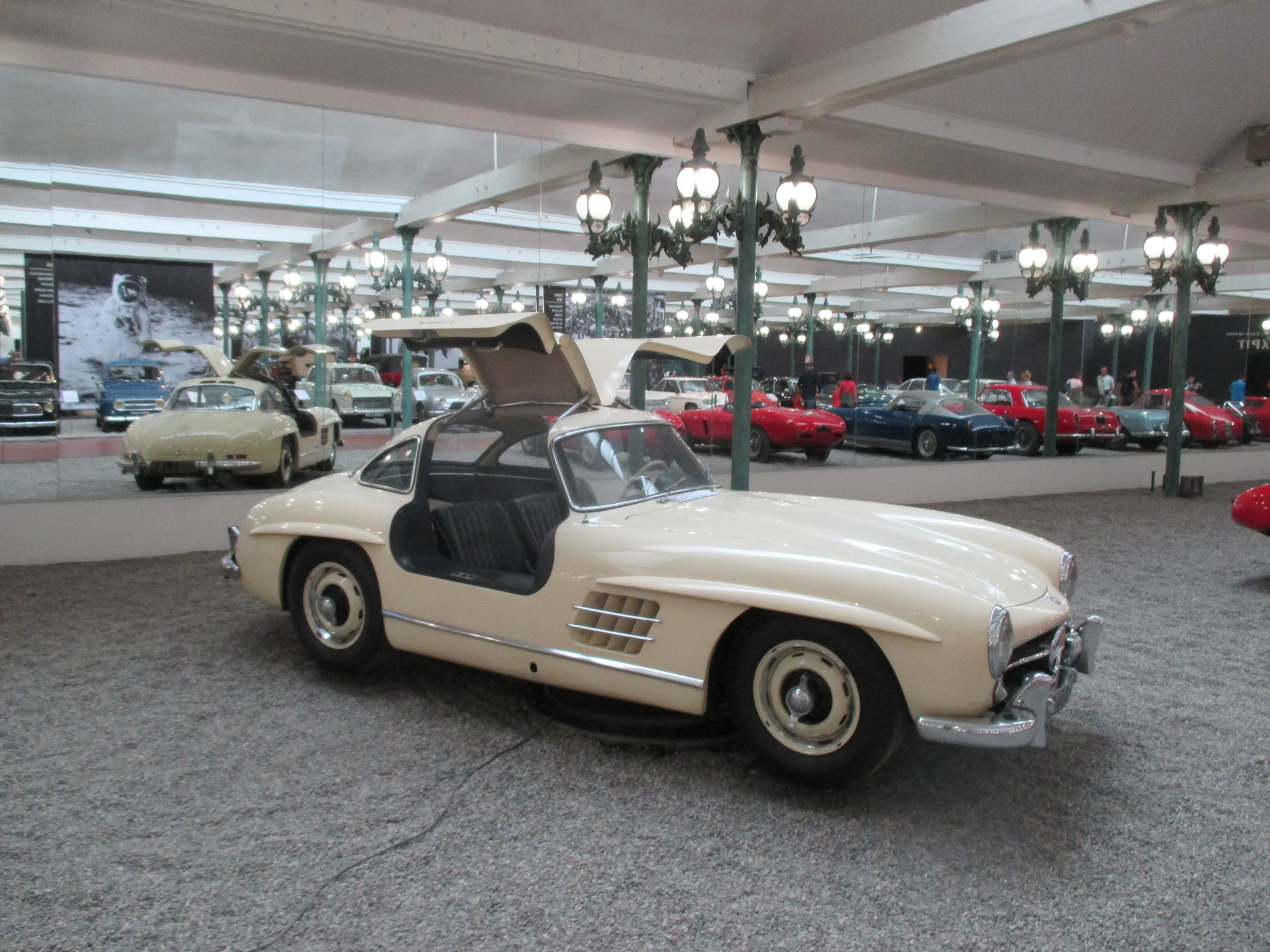
Mercedes-Benz 300 SL 1954.
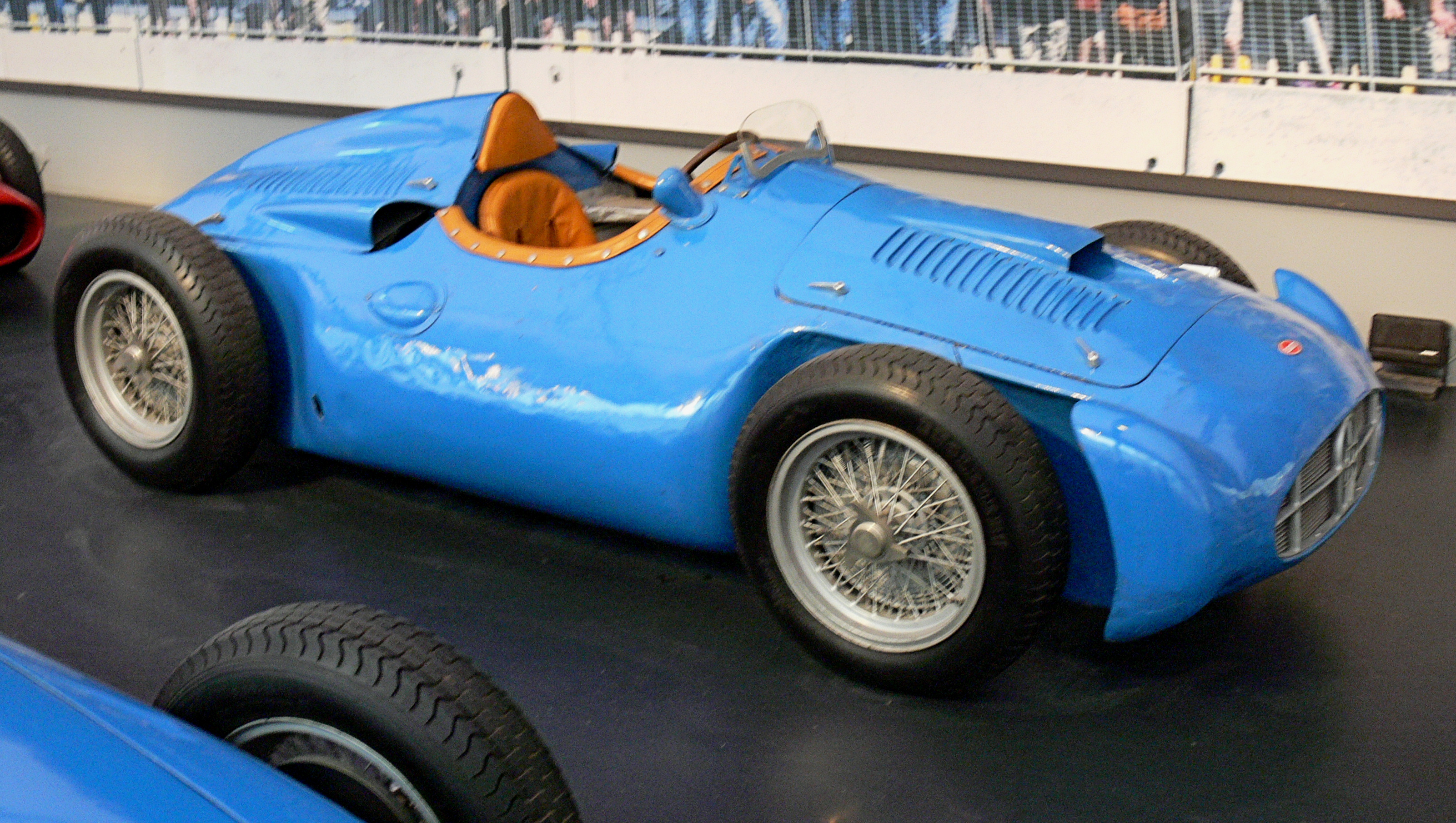
Bugatti Type 251 1955.
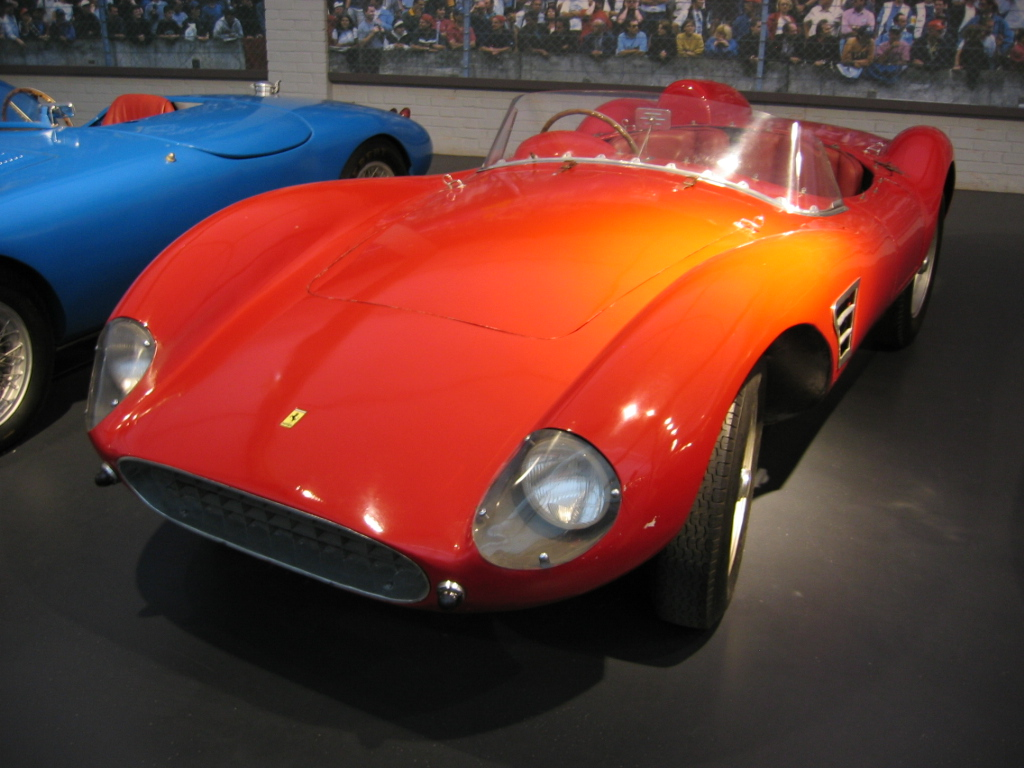
Ferrari 500 TRC 1957.
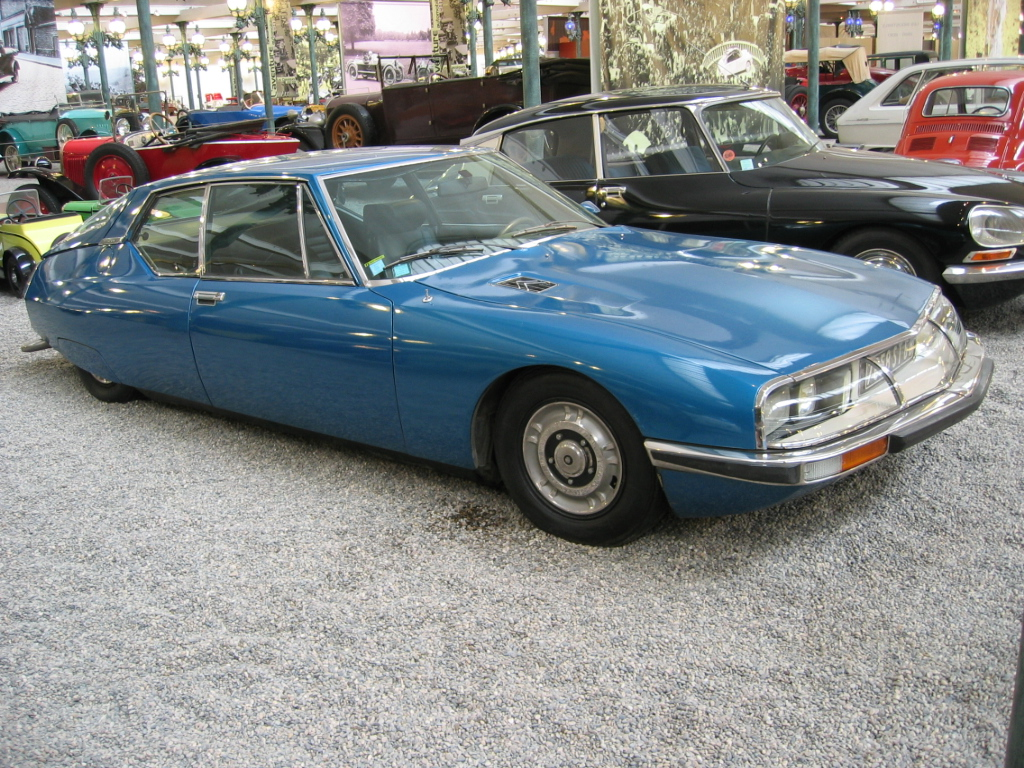
Citroën SM Maserati 1970.
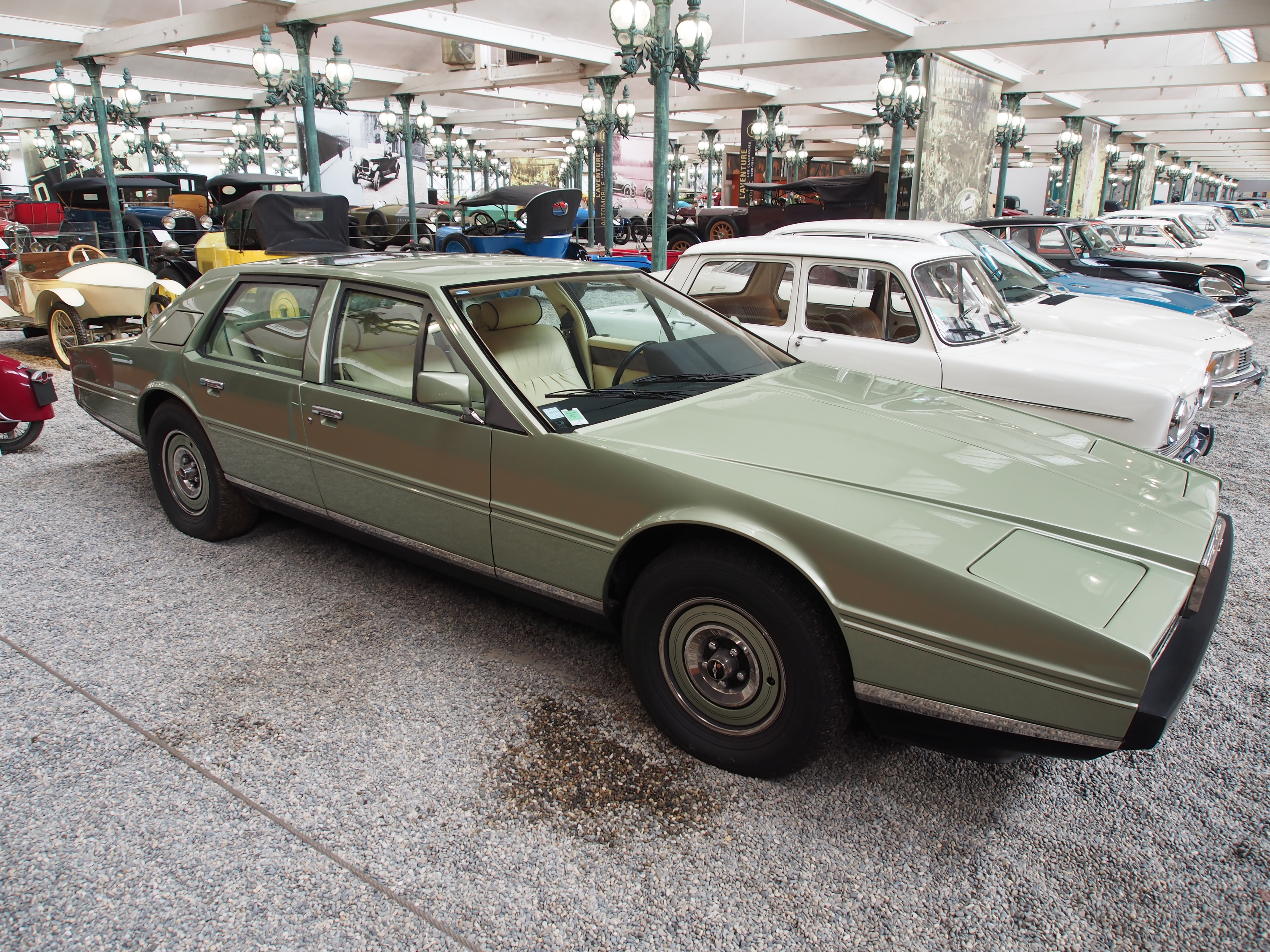
Aston Martin Lagonda 1974.
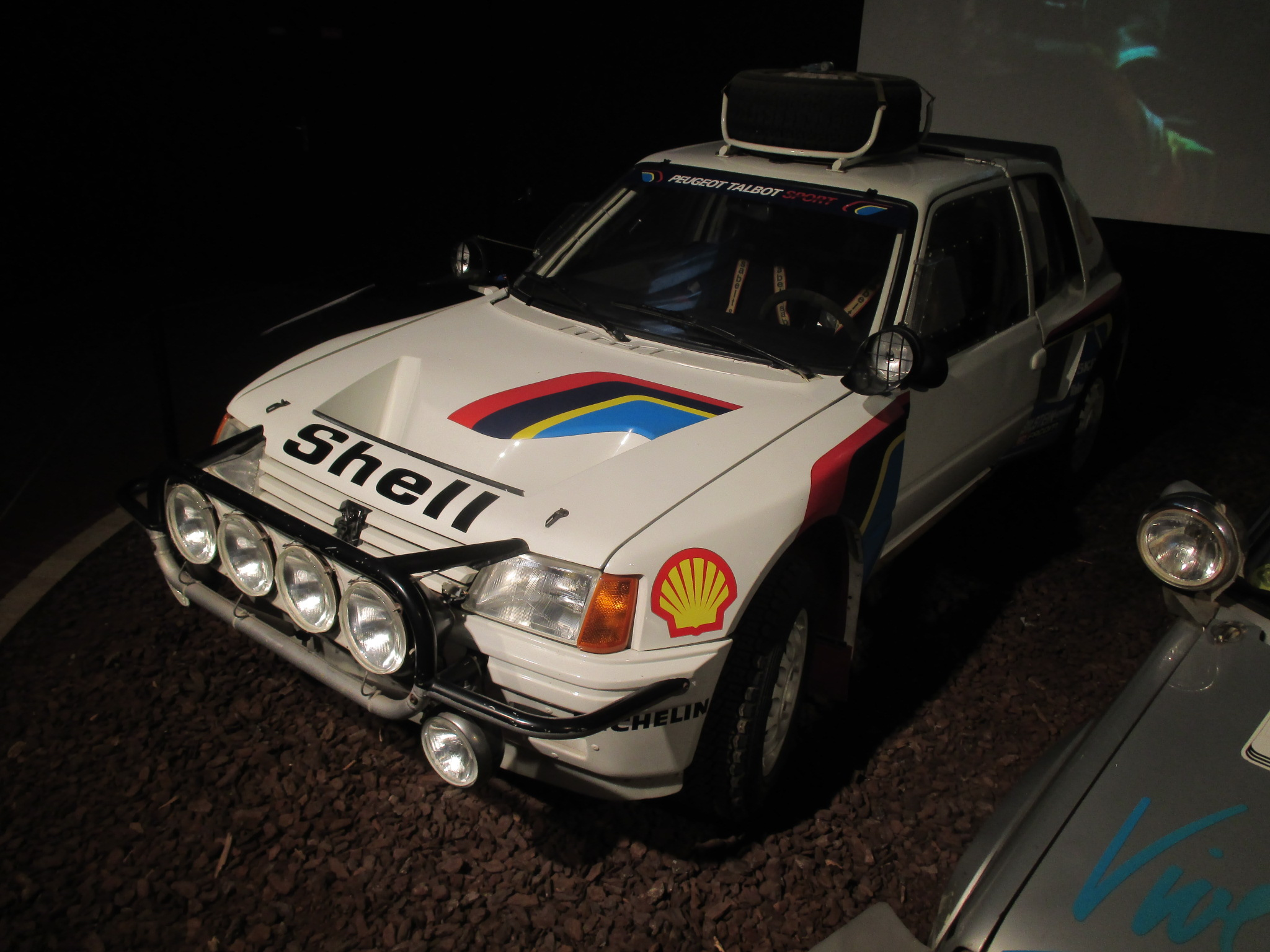
Peugeot 205 Turbo 16 1985.
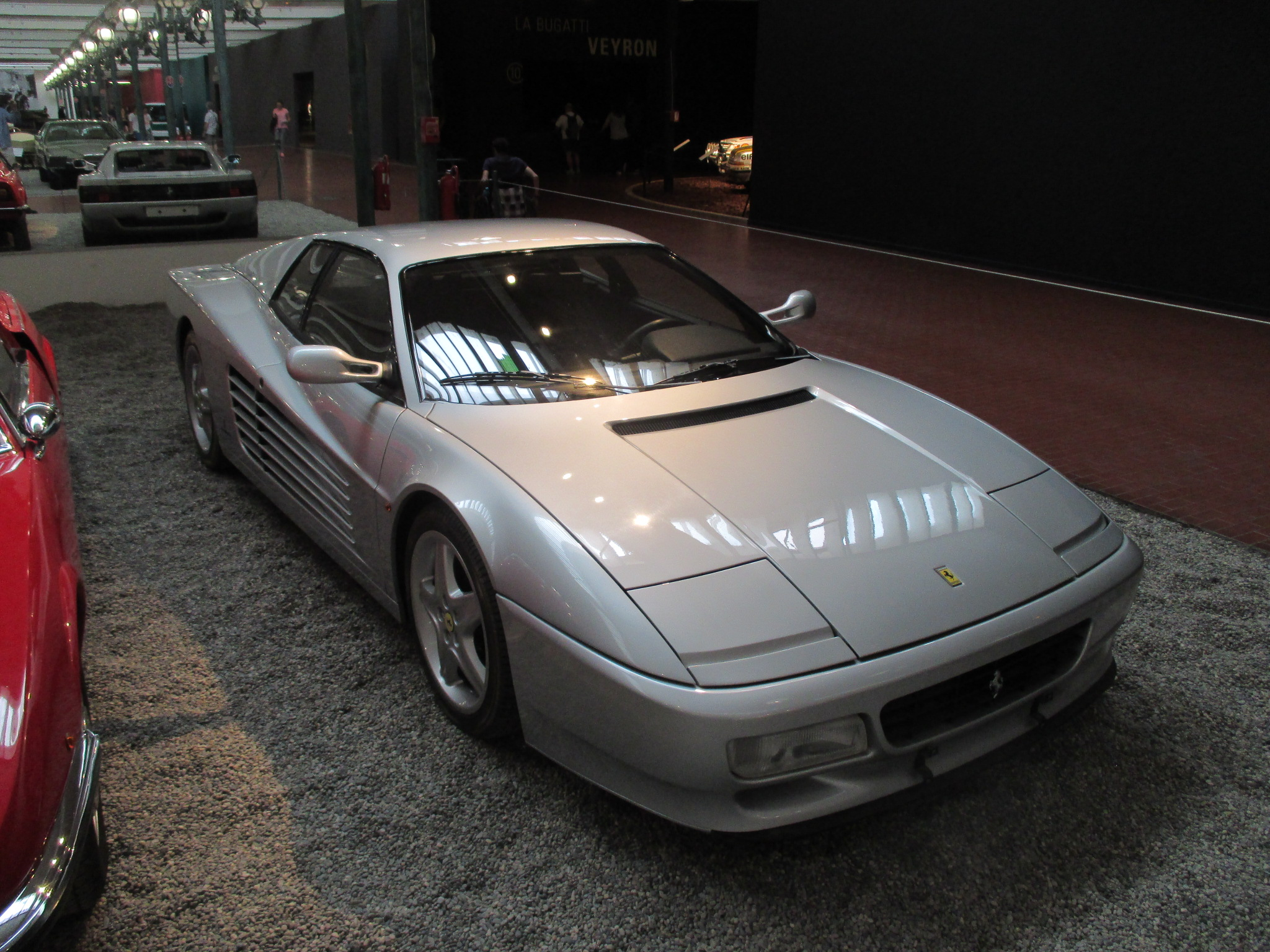
Ferrari Testarossa 512 TR 1992.
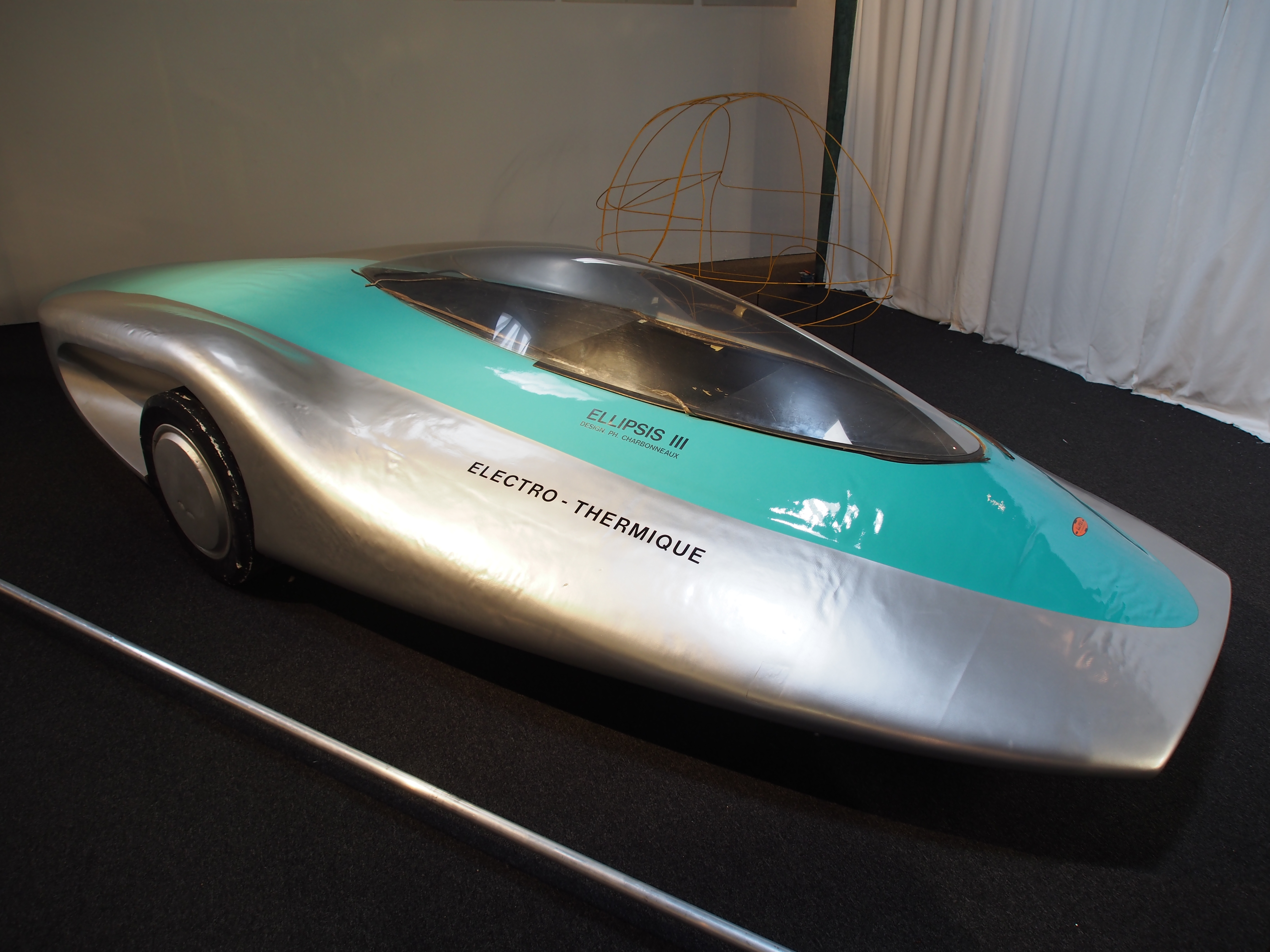
Ellipsis III 1993.
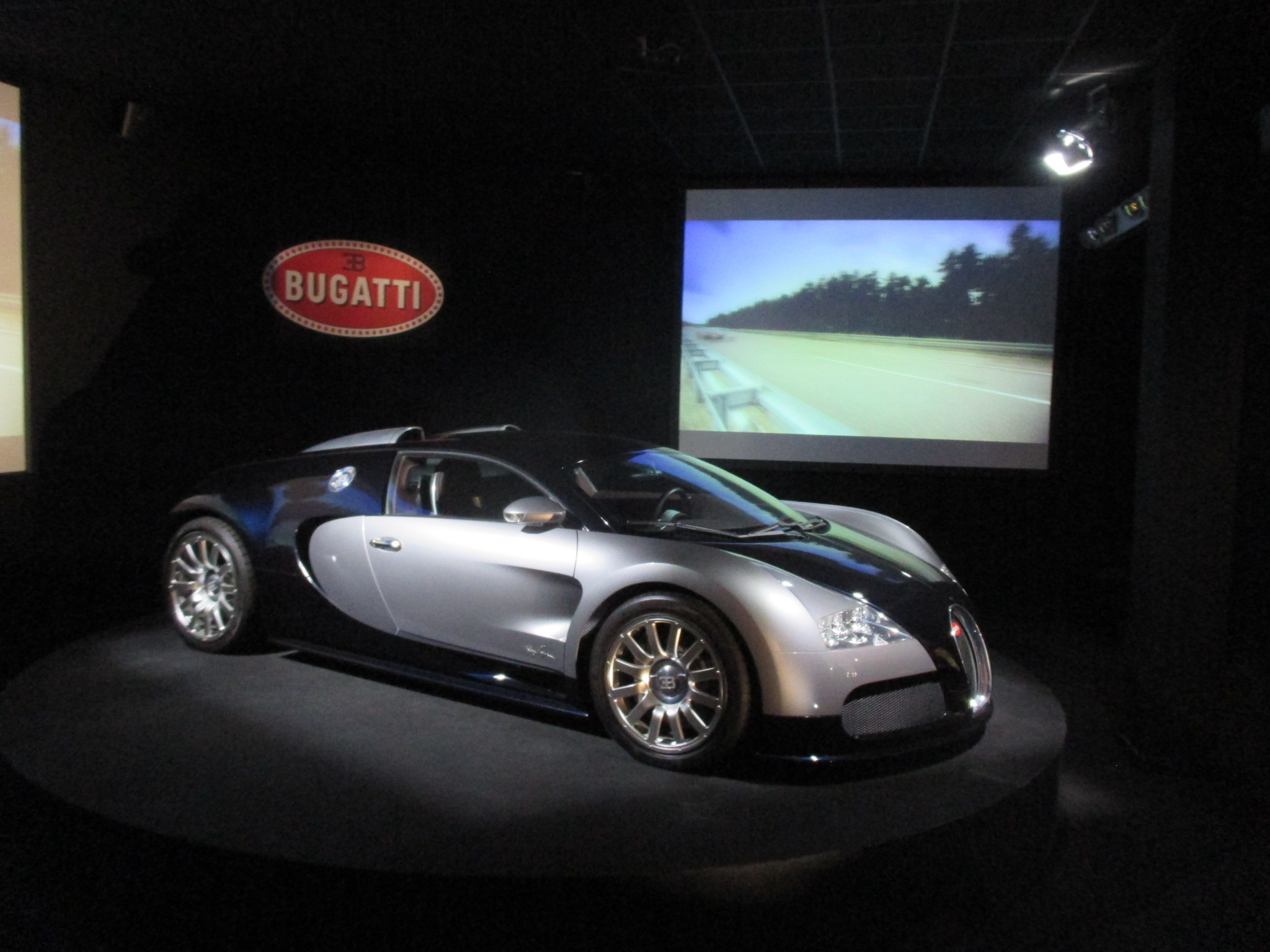
Bugatti Veyron 16.4 2005.

## Véhicules de la collection Schlumpf, par marque
1 ABC (de), 8 Alfa Romeo, 4 Amilcar, 2 Arzens, 1 Aster, 1 Aston Martin, 1 Audi, 1 Austro-Daimler, 3 Ballot, 1 Bardon, 1 Barraco, 2 Barré, 1 Baudier, 4 Bentley, 8 Benz & Cie, 1 B.N.C, 1 Bollée, 1 Brasier, 123 Bugatti, 1 Charron, 1 Chrysler, 1 Cisitalia, 10 Citroën, 1 Clément de Dion 2 Clément-Bayard, 1 Clément-Panhard 1 Corre La Licorne, 6 Daimler, 4 Darracq, 1 Decauville, 1 De Dietrich, 29 De Dion-Bouton, 3 Delage, 4 Delahaye, 2 Delaunay-Belleville, 1 Dufaux, 1 Ensais, 1 Esculape, 2 Farman, 13 Ferrari, 4 Fiat, 3 Ford, 1 Fouillaron, 3 Georges Richard, 1 Gladiator, 11 Gordini, 7 Hispano-Suiza, 3 Horch, 2 Horlacher, 1 Hotchkiss, 2 Hotchkiss-Gregoire, Jacquot (de) (Dampfwagen), 3 Le Zèbre, 1 Lorraine-Dietrich, 4 Lotus, 1 MAF (de), 1 McLaren-Peugeot, 8 Maserati, 2 Mathis, 1 Maurer-Union, 7 Maybach, 1 Menier, 9 Mercedes, 22 Mercedes-Benz, 2 Minerva, 2 Monet-Goyon, 2 Mors, 1 Moto-Peugeot, 2 Neracar, 1 O.M., 19 Panhard & Levassor, 1 Pegaso, 29 Peugeot, 1 Philos, 1 Piccard-Pictet, 3 Piccolo, 2 Pilain, 6 Porsche, 1 Ravel, 18 Renault, 1 Rheda, 1 Richard-Brasier, 1 Ripert, 1 Rochet-Schneider, 14 Rolls-Royce, 1 Sage, 1 Salmson, 1 Scott, 1 Sénéchal, 5 Serpollet, 3 Simca-Gordini, 1 Sizaire-Naudin, 1 Soncin, 1 Standard-Swallow, 1 Steyr, 2 Talbot, 1 Tatra, Toyota, 1 Trabant, 1 Turicum, 1 Vaillante, 7 Vélo, 1 Vélo-Goldschmitt, 1 Vélo-Peugeot, 1 Vermorel, 1 Violet-Bogey, 3 Voisin, 1 Volkswagen, 2 Zedel.

## Animations et expositions
Chaque année, le musée organise une exposition temporaire.
- du 12 juillet au 15 octobre 2018, à l’occasion des 70 ans de la marque emblématique Porsche, une exposition permet de découvrir la collection de Régis Mathieu, qui réunit depuis près de 30 ans des modèles d’exception de la marque de Stuttgart.
- du 19 juin au 3 novembre 2019, « Incomparables Bugatti » rend hommage à la marque française avec des créations récentes et contemporaines de l’usine de Molsheim.
- du 9 juillet 2020 au 10 janvier 2021, l’exposition « Pop Lamborghini » met à l’honneur le constructeur italien et ses modèles phares, signés par les plus grands noms de la carrosserie et du design.
- Avril 2022 - novembre 2022 : « Iconiques mécaniques » qui célèbre les 40 ans du musée.
- 5 avril au 5 novembre 2023 : En vadrouille avec Louis de Funès, rassemblant des voitures apparues dans ses films, en collaboration avec le musée Louis-de-Funès[18],[19],[20].